# Storia delle ferrovie in Italia

Mappa delle ferrovie italiane negli anni quaranta

La storia delle ferrovie in Italia ebbe inizio nel Regno delle Due Sicilie borbonico con l'apertura di un breve tratto di linea ai piedi del Vesuvio, la Napoli-Portici di poco più di sette chilometri, inaugurata il 3 ottobre 1839.

## La nascita delle ferrovie negli Stati preunitari
L'inaugurazione della Stockton-Darlington, prima linea ferroviaria commerciale, avvenuta nel 1825, accese entusiasmi e progetti in tutta Europa per l'utilizzo di quello che si era rivelato subito essere un formidabile mezzo di trasporto al servizio sia delle persone sia dell'industria e del commercio.
A differenza di altri stati come il Regno Unito o la Francia, in Italia lo sviluppo venne frenato da fattori negativi quali l'accidentata orografia della penisola e, soprattutto, la divisione politica e l'influenza politica straniera che indirizzava la scelta di percorsi e di tecnologia secondo interessi diversi da quelli delle popolazioni che la struttura doveva servire. Un esempio: la scelta di collegare Bologna con Pistoia, oltre alle diatribe economiche e campanilistiche fra Pistoia e Prato, derivò dalla volontà dell'Austria di unire il Regno Lombardo Veneto con il porto di Livorno, considerato strategico per un veloce spostamento di uomini e materiali a supporto della marina imperiale che non possedeva basi sul Tirreno.

### Regno delle Due Sicilie
In Italia, il primo tronco ferroviario, costruito a doppio binario da Napoli a Granatello di Portici (km 7,640), venne inaugurato il 3 ottobre 1839 dal re Ferdinando II di Borbone. Il 1º agosto 1842 la ferrovia aveva raggiunto Castellammare di Stabia, il 20 dicembre 1843 fu inaugurato il tratto Napoli-Caserta, oggi facente parte della linea Roma-Cassino-Napoli e un anno dopo furono collegate Pompei e Nocera (circa 40 km). Lo sviluppo successivo non fu altrettanto celere: la via ferrata si fermò, in direzione nord, a Sparanise (circa 48 km) e, in direzione sud, nei pressi di Salerno (circa 55 km) e tale rimase fino all'Unità.
Nel 1846 il governo borbonico aveva rilasciato anche la concessione per il prolungamento della ferrovia da Nocera fino a San Severino e ad Avellino; negli anni cinquanta erano state rilasciate varie concessioni per la costruzione della ferrovia delle Puglie e per la ferrovia degli Abruzzi, che avrebbero dovuto realizzare i collegamenti verso lo Stato Pontificio, a Ceprano e al Tronto e verso Bari, con diramazioni per Brindisi e per Foggia.
Oltre alla strada ferrata fu avviata la realizzazione di un complesso industriale che rimase all'avanguardia per anni in Italia. Nel 1840 fu promossa la realizzazione dell'Opificio di Pietrarsa, più ampio e in posizione più felice del preesistente Opificio Meccanico, ubicato nel Castel Nuovo (meglio noto come Maschio Angioino). Nel 1845 iniziò la costruzione di locomotive (all'inizio ne furono fabbricate sette, utilizzando componenti inglesi del medesimo modello della locomotiva inglese acquistata nel 1843). La maggior parte del ferro necessario alla costruzione delle reti ferrate proveniva dalle Reali ferriere ed Officine di Mongiana, complesso industriale che era stato realizzato a Mongiana (Calabria), in prossimità delle già allora antiche ferriere, a partire dal 1770 dagli stessi Borbone e che nel 1860, con circa 1500 operai, era uno dei principali poli siderurgici d'Europa.
Venne avviata, nello stesso stabilimento, anche una scuola per macchinisti ferroviari e navali. Nonostante gli interessanti progetti in cantiere, alla data del 1860 la rete ferroviaria del Regno in esercizio regolare assommava a circa 127 km di ferrovie.
Negli ultimi anni di vita del Regno (dopo il 1855) vennero approvati dal governo borbonico altri progetti di ampliamento della rete ferroviaria: al momento dell'annessione ne erano state completate 60 miglia (circa 110 km) ma questi nuovi tratti non erano ancora utilizzati.

### Regno Lombardo-Veneto
I primi progetti ferroviari nel Regno Lombardo-Veneto, soggetto all'Impero austriaco, si concretizzarono il 2 settembre 1835, quando la Camera di Commercio di Venezia prese in esame la proposta di Sebastiano Wagner, commerciante, e Francesco Varé, ingegnere, entrambi veneziani, di una linea ferroviaria che unisse le due capitali del Regno, Milano e Venezia. Considerata all'epoca un'impresa di dimensioni epiche per la sua lunghezza e per la necessità del ponte sulla laguna, la costruzione della ferrovia Milano-Venezia iniziò il suo cammino, cosparso di insidie e complicazioni anche di carattere internazionale. Fra feroci polemiche, atti giudiziari, interventi politici anche presso la corte di Vienna, la realizzazione procedette faticosamente; nel 1842 venne inaugurato il tratto Padova-Mestre di 29 km e nel 1846 i tratti Milano-Treviglio di 32 km, il tratto Padova-Vicenza di 30 km e il ponte sulla laguna di Venezia. Nel 1854 venne aperto il tratto tra Verona e Coccaglio, nell'ottica di collegare il Veneto con Milano passando per Bergamo.

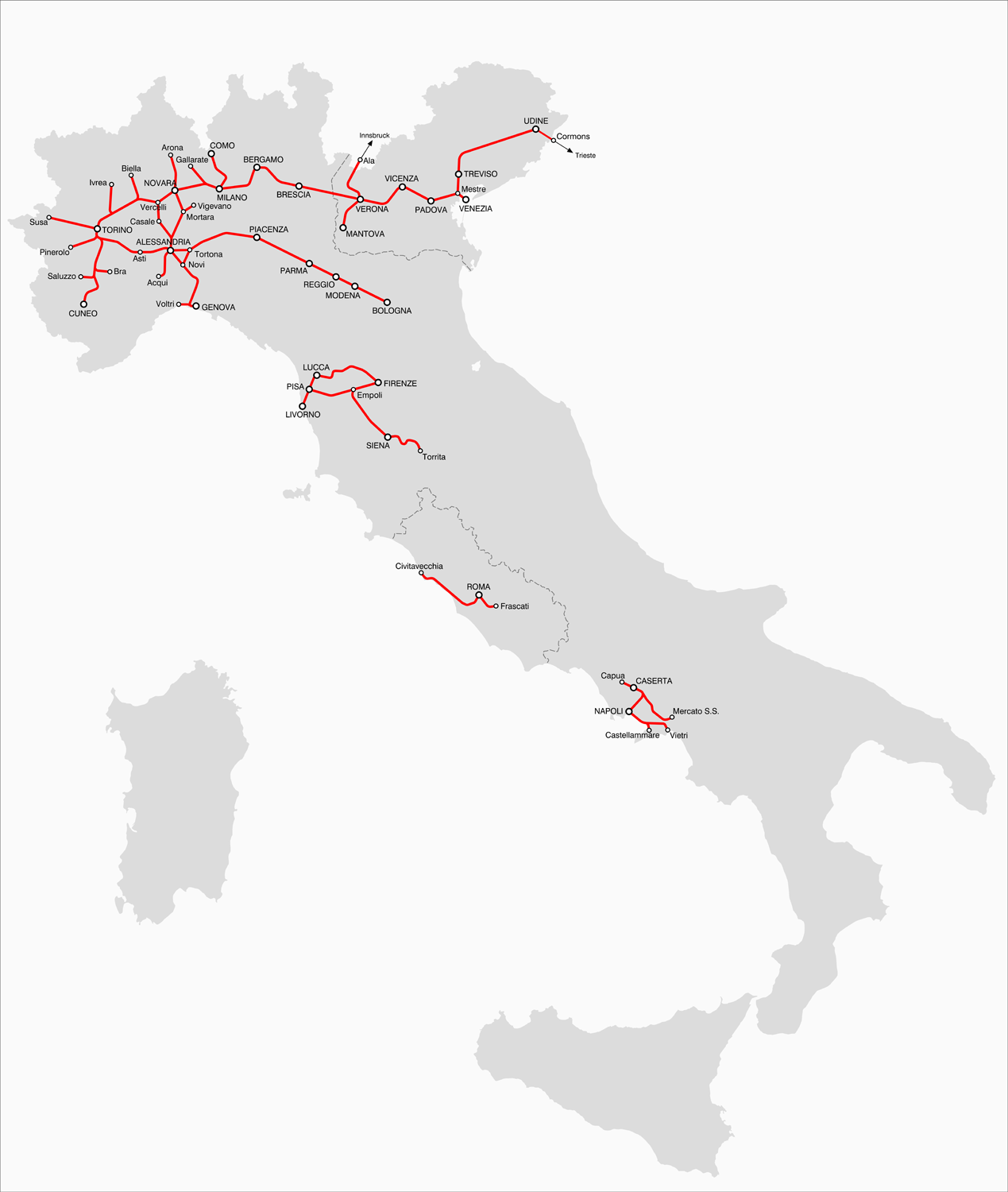
Le ferrovie della penisola italiana alla proclamazione del Regno d'Italia (17 marzo 1861)

La vicenda della "Ferdinandea" (come venne chiamata in onore dell'imperatore austriaco Ferdinando I, che vide i suoi primi passi) arrivò a una conclusione solo nel 1878, ad annessione del Veneto già avvenuta, quando fu completato il collegamento diretto fra Treviglio e Coccaglio che eliminava la deviazione per Bergamo, peraltro non prevista nel progetto iniziale dell'opera, stilato dall'ing. Giovanni Milani nel 1838.
Sul numero di agosto del 1836 di Biblioteca Italiana, l'ingegner Giuseppe Bruschetti pubblicò il progetto della linea Milano-Como, che aveva avuto come promotore iniziale Zanino Volta, ingegnere e figlio del molto più noto Alessandro. Il progetto generò un'accanita discussione fra il progettista stesso e Carlo Cattaneo, che ne rilevò decine di manchevolezze. Ad ogni modo i tentativi di Volta non ebbero successo e il progetto, per certi versi, confluì in quello della ferrovia Milano-Monza.
Quest'ultima era stata inaugurata nel 1840 ed era lunga poco più di 12 km; l'imperatore d'Austria ne aveva concesso il privilegio alla ditta Holzhammer di Bolzano, guidata dal finanziere Johann Putzer von Reibegg.
Tra il 1851 e il 1860 venne attivata la ferrovia Venezia-Udine.
Questi primi progetti e prime realizzazioni misero in moto altri progetti, come la Venezia–Trieste, prolungamento della linea proveniente da Vienna; il progetto per una Milano-Piacenza, che verrà conglobato nella concessione della Ferrovia dell'Italia Centrale; il previsto collegamento fra la "Ferdinandea" e Mantova portò all'idea della linea Mantova-Borgoforte, anch'essa da prolungarsi fino a Reggio Emilia, dove sarebbe confluita nella "Centrale". Si stesero binari anche verso il Ticino, nella previsione di dover collegare Milano con Torino, capitale del Regno di Sardegna.
Nel 1859 fu inaugurato il tratto Verona–Bolzano della linea ferroviaria del Brennero; Bolzano fu poi collegata a Innsbruck nel 1867.

### Regno di Sardegna
La prima richiesta di studio di un tracciato ferroviario nel Regno di Sardegna si ebbe nel 1826, quando alcuni affaristi genovesi, i signori Cavagnari, Pratolungo e Morro, avanzarono la proposta di unire Genova con il Po, senza aver alcun seguito. Il Piemonte, dopo l'abortito progetto, non vide un grande fervore ferroviario. L'ingegnere lombardo Luigi Tatti già nel 1837 aveva delineato le principali tratte ferroviarie necessarie in Italia in una corposa "nota 1" di "L'architetto delle strade ferrate", dove Torino vi aveva la parte principale; Carlo Ilarione Petitti di Roreto, nobile intellettuale sabaudo, aveva sottoposto ad attenta analisi l'intera questione ferroviaria italiana; eppure, come ci segnalano gli "Annali universali di statistica": Al principio del 1848 non eravi colà in esercizio un solo chilometro di strada. Però non tutto era rimasto fermo e le cose, una volta iniziate, procedettero velocemente, tanto è vero che gli stessi Annali ammettevano che
("Annali universali di statistica, economia pubblica, geografia, storia, viaggi e commercio", vol. 17, Serie II, 1848, Milano, pag. 95)
Il 18 luglio 1844, con le Regie Lettere Patenti n° 443, il re Carlo Alberto dispose la costruzione della ferrovia Torino-Genova via Alessandria, attraverso il crinale appenninico, che richiese la costruzione della galleria di valico dei Giovi, lunga 3265 metri, il cui scavo fu effettuato interamente a mano e che venne inaugurata il 18 dicembre 1853 e attivata il 16 febbraio 1854; seguì l'apertura di altri tronchi in Piemonte che, nel 1859, aveva così collegato tra loro le frontiere svizzere e francesi con quella austriaca del Lombardo-Veneto.
A differenza di altri Stati dove la progettazione era affidata all'impresa privata, a volte totalmente straniera (la Napoli–Portici era un progetto del francese Bayard e francesi erano anche i capitali), nel Regno di Sardegna l'impulso lo aveva dato lo Stato.
("Annali universali di statistica, economia pubblica, geografia, storia, viaggi e commercio", vol. 17, Serie II, 1848, Milano, pag. 95)
Dietro impulso del conte di Cavour, allo scopo di liberarsi dal monopolio inglese nel settore nel 1853 venne fondata a Sampierdarena l'Ansaldo, industria meccanica che dall'anno successivo avrebbe avviato anche la fabbricazione di locomotive e materiale ferroviario.

### Stato Pontificio

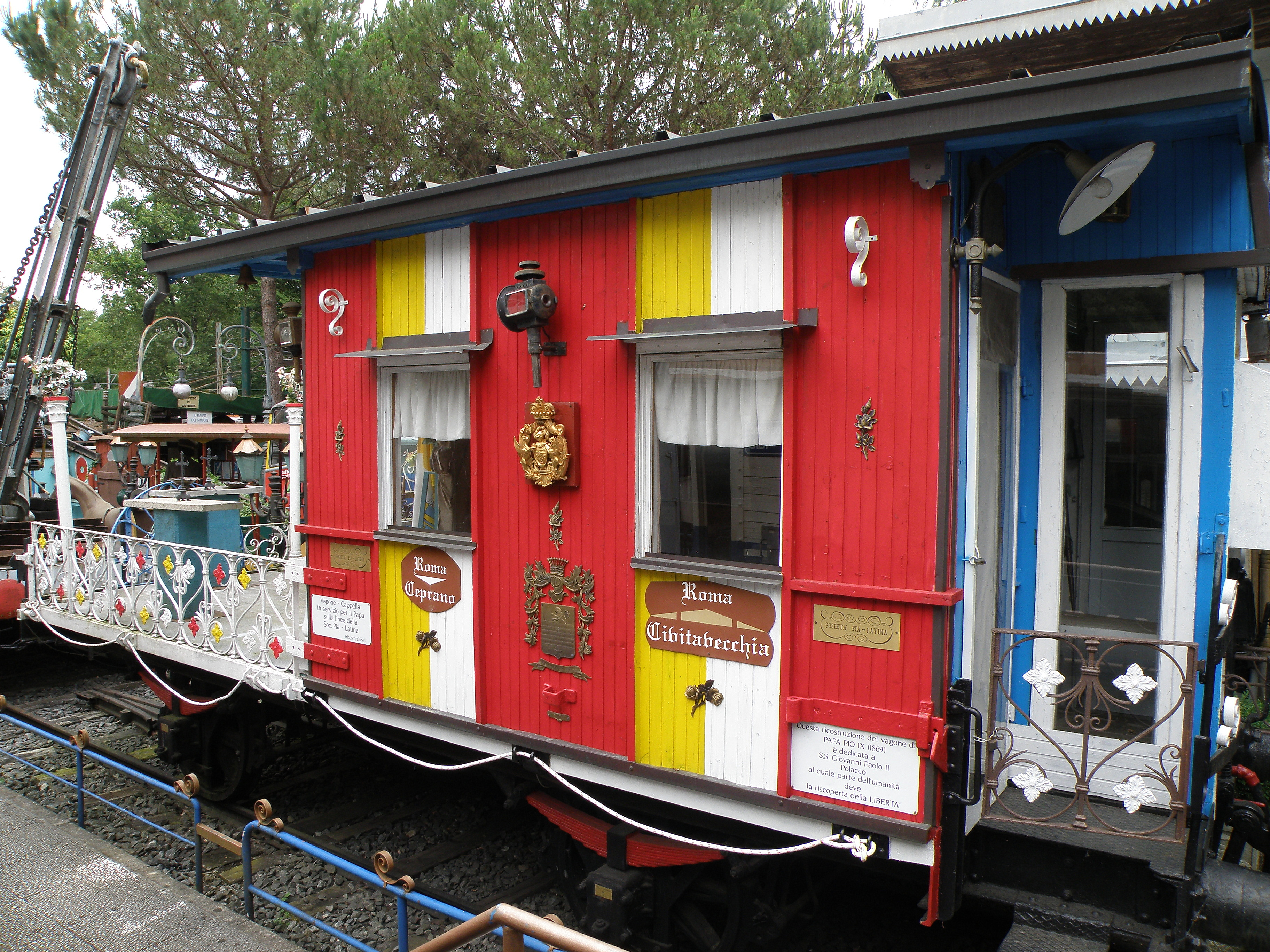
Ricostruzione del vagone cappella in servizio per il pontefice sulla linea della società Pia-Latina

Nello Stato Pontificio, fino alla morte di papa Gregorio XVI, che aveva espresso la sua disapprovazione sulla prima ferrovia del Regno delle due Sicilie, nulla si era deciso. Si intravedevano alcune iniziative e progetti scoordinati, tendenti a sopperire a carenze locali più che a realizzare una rete organica. 
(Silvio Gallio, Oggi è un'ora di viaggio - La costruzione della strada ferrata tra Milano e Bologna)
La memoria verrà pubblicata nel 1844. Il 1º agosto dello stesso 1844 si formò un gruppo di dieci "caratanti" che comprendeva fra gli altri lo stesso Pancaldi, due marchesi Pizzardi, un "certo" Gioachino Rossini, un capitano Ganzoni e un ingegnere Scarabelli, che risulteranno i promotori dell'iniziativa. Il 25 settembre successivo il gruppo presentò alla corte papale il progetto di una strada ferrata che doveva snodarsi "da Ancona al confine modenese". Il progetto non ebbe seguito.
L'elezione del nuovo papa Pio IX a metà del 1846 sbloccò la situazione; questi infatti nominò una Commissione per le Strade Ferrate dello Stato di Sua Santità e costituì una società nazionale per lo sviluppo e la costruzione delle ferrovie, che diede inizio dopo qualche anno alla costruzione di alcune linee nel centro Italia, come la ferrovia Roma-Frascati, in servizio dal 1856, la ferrovia Roma-Civitavecchia, in servizio dal 1859 e, molto più tardi, la ferrovia Pio Centrale tra Roma ed Ancona, così chiamata in onore del papa, inaugurata il 29 aprile 1866.
È necessario ricordare, però, che già dal 1851 era iniziata - con alterne vicende e per la tratta di competenza - la costruzione della Strada Ferrata dell'Italia Centrale e il 21 luglio 1859 fu inaugurata la linea Piacenza-Bologna, di cui 25 chilometri circa, dal confine con il Ducato di Modena nei pressi di Castelfranco Emilia a Bologna, erano in territorio papalino. Della stessa Strada Ferrata dell'Italia Centrale era inoltre in costruzione(e inaugurata da Vittorio Emanuele II nel 1864) la tratta della Porrettana che, da Bologna fino oltre Porretta Terme, correva anch'essa nel territorio dello Stato Pontificio. Infine, è necessario precisare che nel 1861 il neonato Regno d'Italia tenne a battesimo la linea Bologna-Ancona, che aveva visto i lavori iniziare quando ancora regnava il pontefice.

### Granducato di Toscana
Nel 1838 anche il Granduca di Toscana aveva autorizzato un consorzio privato per la costruzione della linea Leopolda tra Livorno, Pisa e Firenze.
Nella seconda metà del XIX secolo il Granducato di Toscana vantava una rete ferroviaria molto organica ed estesa (la terza per estensione in Italia): la linea Leopolda Firenze-Pisa-Livorno; la linea Maria Antonia Firenze-Prato-Pistoia; la Pisa-Lucca e la Centrale Toscana fra Empoli e Siena. In tale periodo venne iniziata la costruzione della Pistoia-Lucca e lo studio dei collegamenti Firenze-Chiusi e Firenze-Bologna attraverso il valico dell'Appennino, per inserire Firenze nella direttrice ferroviaria nord-sud dell'Italia.

### Ducato di Lucca
Carlo Ludovico di Borbone autorizzò la costruzione di tre linee ferroviarie verso Aulla, Pisa e Pistoia. Nel 1845 fu inaugurata la linea internazionale Lucca - Pisa. La stazione di Lucca sorse fuori dalle mura del centro antico e fu progettata da Giuseppe Pardini ed Enrico Pohlmeyer. Il progetto della linea per Pistoia fu completato solo dopo l'annessione del Ducato di Lucca al Granducato di Toscana (1847), integrandolo con quello della Ferrovia Maria Antonia che, così, da Firenze portava fino a Lucca via Prato e Pistoia. Le vicende politiche fecero ritardare la costruzione della linea per Aulla, che sarà realizzata con la Ferrovia Pontremolese, completata nel 1892.

### Ducato di Modena
Stretto fra il Lombardo Veneto e lo Stato Pontificio, il ducato poteva solo seguire le vicende politiche –e ferroviarie- straniere. Poiché lo Stato Pontificio, come si è visto, restò ferroviariamente immobile fino all'avvento di Pio IX, il duca di Modena era interessato ad un collegamento attraverso l'Appennino che portasse la ferrovia da Modena a Lucca e da lì al Tirreno. Se il progetto poteva aiutare l'economia delle vallate montane interessate (come accadde a quelle poi attraversate dalla Porrettana), le condizioni economiche del piccolo Stato non permettevano la realizzazione di un tracciato tanto impegnativo. La svolta ferroviaria per il ducato avvenne nel 1851 con la Convenzione del 1º maggio, la cui concessione diedero vita alla Strada Ferrata dell'Italia Centrale. Il ducato era interessato per la tratta dal torrente Enza, confine con il Ducato di Parma, e il confine con lo Stato Pontificio all'altezza di Castelfranco Emilia (che allora si chiamava Forte Umberto ed era compreso nelle terre del Papa).

### Ducato di Parma e Piacenza
Analoga situazione si era a venuta a creare per questo Ducato. Il fatto che i duchi fossero strettamente legati alla famiglia imperiale austriaca non facilitò lo sviluppo ferroviario del Ducato, tutt'altro. Nondimeno
(C.I. Petitti, Delle strade ferrate italiane e del migliore ordinamento di esse; cinque discorsi, pag. 298, Capolago, Tipografia e libreria elvetica 1845)
(Silvio Gallio, Oggi è un'ora di viaggio - La costruzione della strada ferrata tra Milano e Bologna, pag. 53)
Finalmente con il decreto del 10 gennaio 1848, che prolungava di sei mesi i termini di quello del 15 dicembre 1847 (N. 4554-4393), il nuovo duca di Parma concedeva
(Silvio Gallio, Oggi è un'ora di viaggio - La costruzione della strada ferrata tra Milano e Bologna pag. 55)
Come si vede, solo "studj locali" e "progetto tecnico". Ma era già un inizio. I lavori cominceranno, come per il Ducato di Modena, con la citata convenzione dei "Cinque Eccelsi Governi" del 1º maggio 1851. Sempre a Parma, il "16 novembre il duca di Parma mosse e trasportò le prime zolle del tratto di ferrovia da Parma al Po per Colorno" (dove sorge la famosa reggia…).
La congiunzione del ducato con il Tirreno comportava, invece, due grosse difficoltà: l'essere troppo strategicamente vicina ai confini del Regno di Sardegna, storico avversario e nemico degli Asburgo, e il divieto assoluto del Duca di Modena –interessato a una ferrovia che utilizzasse solamente il suo territorio- ad attraversare i suoi domini attorno a Massa-Carrara. Con ciò, per il Ducato di Parma la strada per Pisa e Livorno era preclusa. Si aprì solamente, a riprova delle limitazioni poste dalla divisione politica della Penisola, con l'unificazione dell'Italia.

### Alcune considerazioni
La difficile situazione geopolitica del territorio italiano, le difficoltà connesse alla provenienza dei finanziamenti (spesso frutto di accordi trasversali tra stati e banchieri esteri) facevano sì che le previsioni non coincidessero con le realizzazioni; a volte si davano per complete tratte e linee ancora in nuce o parzialmente realizzate. Tali motivazioni (ed altre) sono alla base delle grandi discordanze esistenti sull'effettivo ammontare dei chilometri di linee realizzate nel periodo pre-unitario. Un'indicazione di massima mostra che alla vigilia dell'unità d'Italia la rete piemontese (al di qua delle Alpi) assommava già a oltre 800 km (cui andrebbero aggiunti, secondo alcune fonti almeno 50 km in costruzione e detratti circa 30 km di tratte comuni), quella del Lombardo-Veneto a oltre 500 km, quella Toscana a oltre 300 km, quella del Regno delle Due Sicilie a poco più di 120 km mentre quella dello Stato Pontificio aveva 101 km in esercizio; si aggiungevano a queste le tratte ferroviarie ricadenti o realizzate negli altri stati più piccoli.
La Sicilia avrà la sua prima, brevissima, ferrovia solo nel 1863 con la Palermo-Bagheria.
Gli ostacoli che ritardarono in Italia il progresso del settore ferroviario sono quindi ascrivibili solo in parte alle condizioni orografiche ma anche a quelle politiche ed economiche; lo sviluppo delle linee ferroviarie nei singoli Stati fu diverso perché diverse erano motivazioni, esigenze e politiche economiche, ciascuno lo realizzò con sistemi e mezzi differenti. Le ferrovie, di cui alla fine fu compresa l'importanza sul piano militare, vennero poi utilizzate per questo scopo in maniera decisa e decisiva. Si rivelarono infatti determinanti nella sconfitta di Carlo Alberto a Peschiera del Garda perché proprio con la ferrovia affluirono ingenti truppe austriache e in breve tempo, e nella sconfitta austriaca di Palestro e Magenta perché le truppe francesi di rinforzo arrivarono rapidamente con la Torino-Milano e stabilirono un campo di scontro lungo la massicciata, usata come trincea.

## Le ferrovie nell'Italia unificata

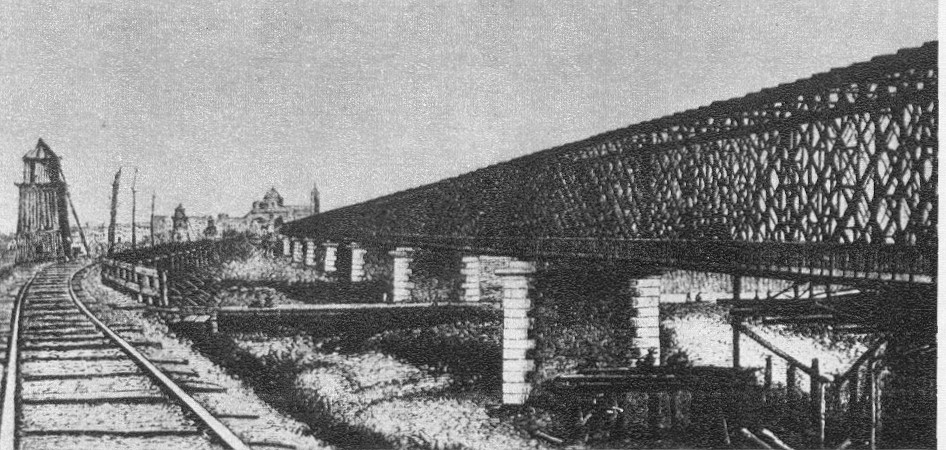
Il ponte sul Po inaugurato nel 1865

Alla sua costituzione, nel 1861, il Regno d'Italia si trovava in possesso di una rete ferroviaria dello sviluppo complessivo di km 2 035 (2 189 secondo altri); di questa soltanto il 18% era di proprietà dello Stato ed il 25% in sua gestione diretta il restante 75% era ripartito in ben 22 società private delle quali un buon numero a capitale prevalentemente straniero. L'insieme delle linee, per i motivi sopra esposti, non costituiva una rete organica e dal punto di vista della gestione versava in uno stato di reale confusione in quanto coesistevano ben 22 società private con regimi, regole e concessioni differenti; vi erano linee di proprietà statale, esercite dallo Stato stesso, linee di proprietà privata ed esercite da società a capitale privato e linee di proprietà privata ma con esercizio affidato allo Stato.
Nel suo breve periodo dittatoriale Giuseppe Garibaldi, a Napoli, aveva decretato anche la costruzione a spese dello Stato di linee ferroviarie per 987 km complessivi. Per congiungere l'ex rete pontificia alle ferrovie del vecchio regno borbonico, sia sul versante tirrenico che adriatico incaricò la "Società Adami e Lemmi", la cui concessione era stata poi ratificata dal Governo d'Italia. Poco tempo dopo, il neocostituito governo italiano revocò la convenzione, trasferendo l'atto concessorio alla Società Vittorio Emanuele (a capitale prevalentemente francese) contemporaneamente al riscatto da parte dello Stato della concessione della rete piemontese. In questi frangenti il conte Pietro Bastogi, con l'appoggio della Cassa di commercio e industria di Torino e il concorso di altri banchieri raccolse un capitale di 100 milioni di lire e nel 1862 assunse la concessione delle ferrovie meridionali preventivate con la legge del 21 agosto dello stesso anno. La società si costituì a Torino il 18 settembre 1862 come Società italiana per le strade ferrate meridionali con presidente il Bastogi e vice presidenti il barone Bettino Ricasoli ed il conte Giovanni Baracco. La Società per le strade ferrate meridionali fu la prima grande azienda ferroviaria d'Italia con sede direzionale a Firenze. Il patrimonio sociale era stato formato da italiani e con capitali italiani; i suoi titoli azionari vennero anche quotati in Borsa. Nel giugno del 1862 era stata anche firmata la convenzione per la ferrovia Adriatica da Ancona ad Otranto. La società portò a termine la costruzione della grande Stazione Centrale di Napoli, i cui primi progetti risalgono al 1860, completata nel 1867 con la grande copertura in ferro e vetro dell'ingegnere napoletano Alfredo Cottrau.
Alla fine del 1864 la situazione era la seguente: vi erano 566 km di linee esercite direttamente dallo Stato, 502 km ripartite tra 14 piccole società dell'Alta Italia, 743 km della Società lombarda e dell'Italia centrale, 293 km della Società Livornese, 224 km della Maremmana, 171 km della Centrale Toscana, 383 km delle ferrovie Romane, 482 km delle Meridionali e appena 32 km della Vittorio Emanuele per un totale di 3 396 km con progetti per ulteriori 3 281 km da costruire dei quali ben 1 127 km erano di competenza della Società Vittorio Emanuele che ne aveva la concessione per costruirli in Calabria e Sicilia.

L'interno del vecchio fabbricato viaggiatori di Roma Termini, dell'architetto Bianchi, inaugurato nel 1873

Era necessario creare un sistema organico e razionale delle ferrovie anche perché per connettere le varie linee, costruite in gran parte con un'ottica localistica, era stato necessario impegnare ingenti risorse statali che nel decennio successivo all'unificazione avevano raggiunto i 451 milioni di lire del tempo a cui andavano aggiunti 127 milioni di interessi sui titoli garantiti delle società ferroviarie e 413 milioni di sussidi chilometri erogati. Il 14 maggio 1865 venne emanata la legge n° 2279, detta la Legge dei grandi gruppi, voluta dall'allora ministro Stefano Jacini, dei lavori pubblici, e da Quintino Sella delle Finanze; con essa lo Stato si proponeva di porre ordine nel caotico sistema che fino ad allora aveva caratterizzato la costruzione e la gestione delle ferrovie: Veniva innanzitutto definita la distinzione netta tra Ferrovie pubbliche e ferrovie private analizzandone l'uso e la destinazione. Venivano definite le norme per la costruzione e l'esercizio non prevedendo più sovvenzioni statali ma solo prestiti con interesse. Le concessioni dovevano essere rilasciate per legge stabilendo i rapporti in caso di riscatto anticipato o di termine della concessione e infine la partecipazione dello Stato agli utili oltre una certa soglia base.
Ciò per favorire lo sviluppo ferroviario e industriale e per accorpare le numerose ma piccole società ferroviarie, esistenti soprattutto al nord ove la rete era più estesa, affidando poi le linee principali a cinque società concessionarie:
- la Società per le Ferrovie dell'Alta Italia (SFAI) controllata dal ramo parigino di "Casa Rothschild", alla quale facevano capo circa 2 200 km di linee[54],
- la Società per le strade ferrate romane (SFR) (ricostituzione della vecchia omonima società del 1861) con circa 2 060 km[54],
- la Società per le Strade Ferrate Meridionali (SFM) 1 771 km,
- la Società Vittorio Emanuele, 1 474 km e
- la Compagnia Reale delle Ferrovie Sarde, 414 km.

In seguito a ciò i lavori di allacciamento tra i tronchi esistenti e la costruzione di nuove linee iniziarono a creare una caratteristica di rete in un certo qual modo organica, anche se oltremodo tortuosa e spesso palesemente irrazionale.

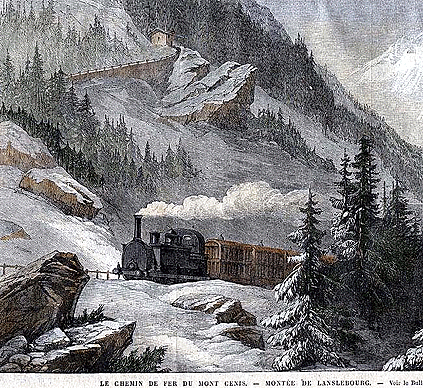
La ferrovia del Moncenisio

Un esempio fu in Piemonte (1866) l'autorizzazione alla costruzione con capitali privati britannici della ferrovia del Moncenisio a sistema Fell con terza rotaia, in concorrenza con il costruendo Traforo del Frejus, scommettendo gli investitori su un prolungamento dei lavori. Si ottenne così con la Mont Cenis Railway Company un collegamento ferroviario in anticipo di alcuni anni sul tunnel del Frejus (dal 1868 al 1871), superando difficoltà tecniche non indifferenti per valicare a 2000 metri il Colle del Moncenisio, ma il bilancio dell'operazione, per quanto di tecnica ferroviaria suggestiva, fu negativo e la ferrovia "a cremagliera" fu immediatamente superata dai vantaggi della nuova linea Torino-Modane, con quota di valico a 1300 metri circa.
Solo la SFAI aveva avute linee in gran parte già pronte e in grado di produrre utili e dal 1867 anche le ferrovie ex-austroungariche del Veneto acquisite in seguito alla terza guerra di indipendenza. Le altre società, le "Romane" e le "Meridionali" dovevano ancora costruirne quasi la metà mentre la "Vittorio Emanuele" e le ferrovie Sarde avevano quasi tutto da costruire. Il sistema entrò quasi subito in crisi anche in seguito all'impegno economico sostenuto nella guerra del 1866; alla fine dell'anno erano in esercizio solo 5 258 km di linee con 79,2 milioni di lire di prodotto annuo lordo data la grave crisi di tutta l'economia italiana.
Le società, "Vittorio Emanuele" e "Strade Ferrate Romane" si ridussero in stato fallimentare rendendo necessario l'intervento dello Stato per proseguire i lavori e per rilevarne poi l'esercizio. Solo le "Meridionali" avevano, alla fine del 1866, messo in esercizio l'Adriatica da Ancona a Brindisi realizzando il primo grande itinerario ferroviario nord-sud attraverso la penisola. Gli atti della prima legislatura del Regno d'Italia scrivevano: Fra non molto il porto di Brindisi, rinato a vita nuova, vedrà giungere nel suo seno la Valigia delle Indie, sicuro indizio che il commercio del mondo sarà tratto una seconda volta nei nostri mari. Or pochi giorni (24 maggio) mercé la grande operosità spiegata dalla Società delle Meridionali, malgrado gli ostacoli di ogni specie che ebbe a superare spingevasi la locomotiva fino al porto di Brindisi..
Entro il 1866 era divenuto possibile attraversare tutta la penisola italiana da Torino a Lecce e andare da Milano Centrale a Roma via Perugia-Terni. In Sicilia si andò per ferrovia da Palermo a Trabia.

### Dal 1870 alla statizzazione delle principali ferrovie italiane

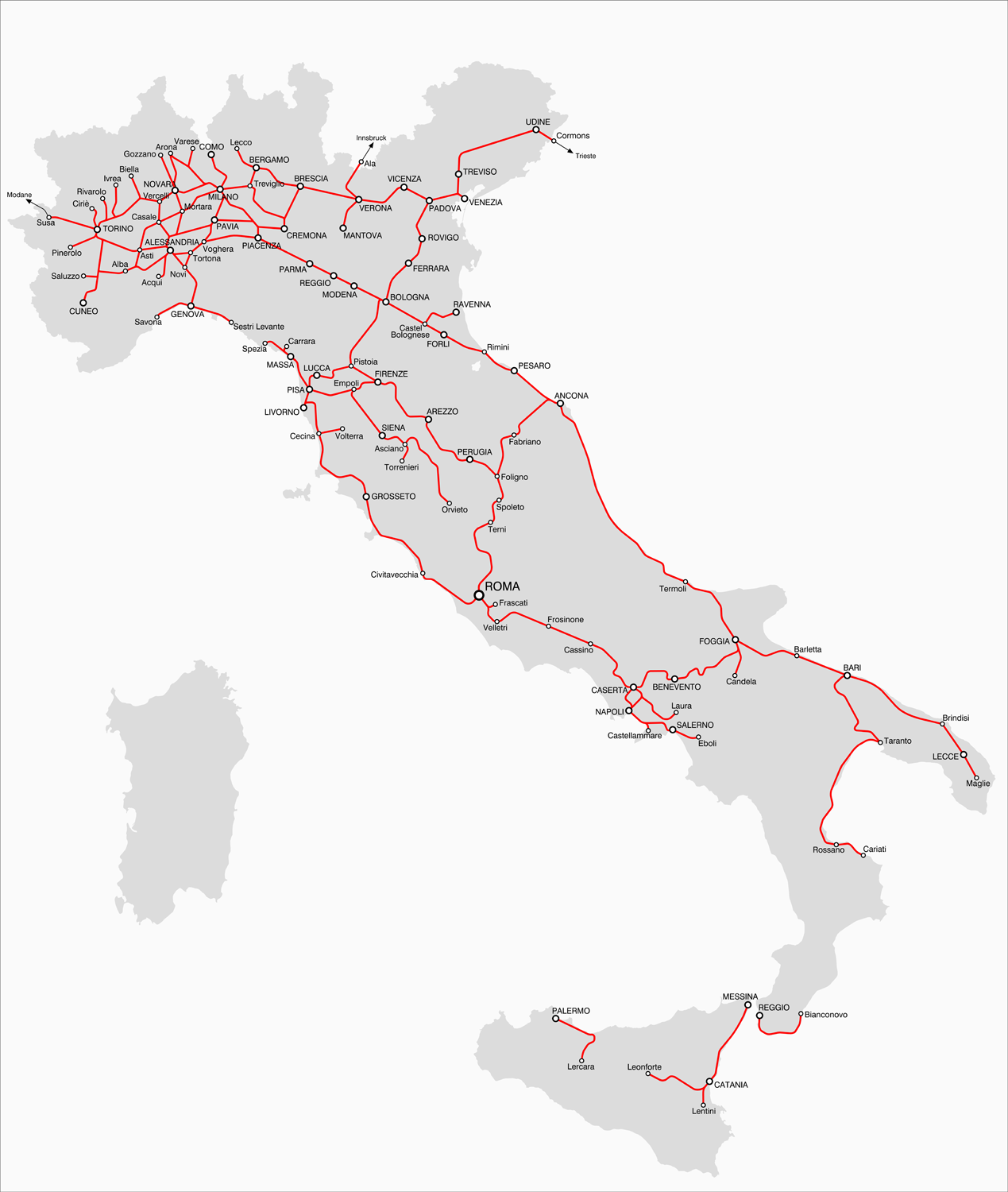
Le ferrovie della penisola italiana nel 1870

Nel 1870 erano in funzione poco più di 6 000 km di linee ferrate e iniziava l'allacciamento con alcune delle reti estere; nel settembre del 1871 il traforo del Cenisio rendeva possibile l'instradamento sul territorio italiano della "Valigia delle Indie" sottraendola all'itinerario di Marsiglia
Nello Stato Pontificio Roma era collegata con Frascati, Civitavecchia, Terni e Cassino (via Velletri), e modeste stazioni facevano da capolinea di queste linee.
Al 1872 esistevano, in Italia, poco meno di 7 000 km di linee ferroviarie complessivamente, il cui esercizio veniva assicurato da 4 Società principali per un complesso di 6 470 km:
- Società per le Strade Ferrate dell'Alta Italia, km 3 006;[60]
- Società per le strade ferrate romane, km 1 586;
- Società per le Strade Ferrate Meridionali, km 1 327;[61]
- Società per le Strade Ferrate Calabro-Sicule, km 551.[62]

Altre linee erano divise tra varie Società minori, linee secondarie nelle quali il fine sociale era nettamente prevalente rispetto a quello economico.
Con l'unificazione ricevettero impulso nuove costruzioni ferroviarie; l'attivazione del tratto di linea Orte-Orvieto (1875) completò la linea diretta tra Roma e Firenze, accorciando il più lungo percorso precedente, via Foligno-Terontola.
Nel 1875 il governo Minghetti-Spaventa fece un primo tentativo di riscatto delle linee concesse per riunirle in un solo organo di gestione, ma il Parlamento respinse la proposta e provocò la caduta del governo. Intanto venivano accumulate forti passività soprattutto da quelle linee secondarie che non avevano traffici consistenti di viaggiatori e di merci. Queste linee presto determinarono il fallimento del regime delle concessioni.
Nello stesso periodo nel resto d'Europa si affermava la tendenza ad affidare l'esercizio delle ferrovie alla gestione diretta dello Stato, dato il fatto che le società concessionarie, perseguendo fini esclusivamente economici, trascuravano quelli sociali lasciando così completamente sprovviste di comunicazioni le zone depresse.
L'intervento dello Stato italiano fu tuttavia caratterizzato da quella lentezza burocratica che ha sempre accompagnato la maggior parte degli interventi statali dal 1861 ad oggi. Solo con le leggi del 1878 e del 1880 si decise di assumere l'esercizio delle linee gestite dalla Società dell'Alta Italia e da quella delle Strade Ferrate romane, che presentavano un gravissimo deficit, pur costituendo la parte più importante dell'intera rete ferroviaria italiana.
L'emanazione nel 1879 della Legge Baccarini, così chiamata dal suo promotore, Alfredo Baccarini, Ministro dei lavori pubblici del IV Governo Depretis pose le premesse per uno sviluppo più pianificato delle costruzioni ferroviarie stabilendone le priorità e i metodi di finanziamento. In seguito ad essa prese impulso una serie di realizzazioni ferroviarie in tutte le parti del paese; venne avviata la costruzione di ferrovie dette "complementari" per circa 6 000 km di percorsi e ciò ebbe l'effetto di promuovere anche lo sviluppo delle costruzioni nazionali di locomotive e rotabili ferroviari. Nel 1885 la produzione nazionale di locomotive era in grado di soddisfare circa i 2/3 della domanda (mentre prima la maggior parte di esse proveniva dall'estero).

### Convenzioni del 1884: le ferrovie sotto il regime delle convenzioni
Neanche la legge del 1865, con tutte le sue buone intenzioni, aveva potuto far fronte alla carenza di capitali italiani, che aveva determinato il massiccio afflusso di capitali stranieri, inglesi, belgi in parte investimenti diretti di grandi banchieri, in parte frutto di collocamenti presso la Borsa parigina; la Casa Rotschild di Parigi e di Vienna ebbe un ruolo significativo nella creazione e gestione di grandi società anonime i cui titoli azionari e obbligazionari erano quotati alla Borsa di Parigi. Questo gruppo intervenne anche in Italia, raccogliendo capitali anche sulla Borsa di Milano. La presenza di gruppi esteri suscitava il sospetto che agli investimenti ferroviari si unissero interessi industriali per la vendita di locomotive e altre attrezzature. Secondo alcuni critici poi vennero finanziate ferrovie in zone minerarie o commercialmente utili agli interessi stranieri più che a quelli nazionali.. Permanendo le difficoltà gestionali di molte aziende ferroviarie fu approntata una Commissione parlamentare d'inchiesta; le proposte e le conclusioni di tale commissione, pur se poco coerenti, si pronunciarono a favore dell'esercizio privato e furono per la maggior parte accolte. Il 23 aprile 1884 pertanto furono stipulate, per la durata di 60 anni (suddivisi in tre periodi di 20 anni ciascuno) apposite Convenzioni tra lo Stato e tre Società private che furono approvate il 6 marzo 1885. In seguito all'emanazione della Legge 27 aprile 1885, n. 3048, conosciuta anche come "legge sulle convenzioni", le linee venivano ripartite in senso longitudinale (rispetto al paese) e assegnavano alla Società Italiana per le strade ferrate meridionali l'esercizio della rete gravitante sull'Adriatico (Rete Adriatica) e alle Società per le Strade Ferrate del Mediterraneo e Società per le Strade Ferrate della Sicilia, rispettivamente, l'esercizio della rete gravitante sui mar Ligure, Ionio e Tirreno (Rete Mediterranea) e la rete siciliana (Rete Sicula). Rimanevano fuori dalle convenzioni le ferrovie sarde e alcune altre piccole reti private.
Le linee concesse alle tre grandi società, distinte in principali e secondarie, avevano uno sviluppo complessivo di km 8640 così ripartiti:
- la "Rete Adriatica" comprendeva 4 379 km di ferrovie delle quali una parte erano proprietà delle stesse "Meridionali" in quanto da esse costruite in precedenza,
- la "Rete Mediterranea" rilevava 4 171 km di ferrovie di varia provenienza e
- la "Rete Sicula" avrebbe gestito 1 100 km di ferrovie isolane in parte ancora da costruire e il futuro Traghettamento nello Stretto di Messina[69].

Il nuovo ordinamento prevedeva che la vigilanza sulle costruzioni e sull'esercizio, venisse assunta dal Ministero dei lavori pubblici, a mezzo di un Ispettorato Generale delle Ferrovie. Precedentemente questa era esercitata da un Regio Commissariato Generale.
Lo Stato però non riuscì a risanare la difficile situazione economica della rete; ciò paralizzava lo sviluppo riflettendo i propri effetti negativi anche sul turismo.
Il regime delle convenzioni, presentato nel 1885 come rimedio ai mali delle ferrovie, contribuì invece ad aggravarli lasciando allo Stato una pesante eredità.
Le Società furono costrette a mantenere in vita linee la cui passività superava i proventi forniti dalle linee a maggior traffico e assorbiva quasi per intero i contributi dello Stato. I proventi che le Società potevano assicurare allo Stato, attivi per le reti principali e passivi per quelle secondarie, erano nettamente inferiori all'onere sostenuto dallo Stato per la costruzione e l'esercizio delle ferrovie che superava i trecento milioni di lire all'anno. Le strade ferrate, intanto, non cessavano di svilupparsi e avevano raggiunto i 10 524 km. Gli ultimi anni del XIX secolo e i primi del successivo videro i primi esperimenti di trazione elettrica in Italia volti soprattutto a ridurre le spese di esercizio delle società ferroviarie. Nel 1898 il ministro dei lavori pubblici, ingegner Giulio Prinetti, istituì una commissione tecnica (denominata Commissione Nicoli-Grismayer) che, studiato il problema, incaricò le due maggiori compagnie ferroviarie dell'epoca, la Mediterranea e l'Adriatica, di eseguire studi ed esperimenti per la scelta del sistema più adatto di trazione elettrica. I primi esperimenti furono quelli con automotrici ad accumulatori (1899) sulla Milano-Monza e sulla Bologna-San Felice, e quelli a corrente continua a 650 volt a terza rotaia sulle linee varesine, della Rete Mediterranea. Sulle linee della Valtellina ebbe luogo un esperimento destinato ad avere risonanza mondiale; furono le prime in Italia e nel mondo ad impiegare la corrente alternata trifase ad alta tensione per la trazione dei treni. Il 15 ottobre 1902 ebbe inizio l'esercizio sulla Lecco-Colico-Chiavenna e sulla Colico-Sondrio con linee elettriche aeree a 3 600 volt, 15  Hz.

## La nascita delle Ferrovie dello Stato
Il XX secolo iniziava con una situazione precaria del sistema "privatistico" delle ferrovie italiane; la carenza di investimenti da un lato e la scarsa remuneratività di molti settori dell'esercizio dall'altro aveva spinto le società ad un sempre maggiore sfruttamento dei lavoratori il cui impegno travalicava spesso ogni ragionevole limite. Sempre più accese manifestazioni sindacali spinsero molti settori dell'opinione pubblica e della politica a chiedere la rescissione delle "Convenzioni". Alla fine del 1898 era stata istituita una "Commissione parlamentare di studio per il riordino delle strade ferrate" le cui conclusioni concordavano sull'ovvia constatazione che per il loro valore strategico le ferrovie non potevano ulteriormente essere lasciate in mano a gruppi finanziari privati. Il Regio decreto n.259 del 15 giugno 1905  istituiva l'"Amministrazione autonoma delle Ferrovie dello Stato" allo scopo di affidarle la gestione della rete fino ad allora gestita dalle precedenti compagnie.
Il riscatto delle reti delle predette società avvenne il 1º luglio del 1905, con l'entrata in vigore della legge 137 del 22 aprile 1905 sul riordino delle ferrovie detta anche "legge Fortis". Lo Stato assunse quindi la gestione diretta di 10 557 km di linee (di cui 9 868 già di sua proprietà), denominandola rete delle "Ferrovie dello Stato". L'anno dopo, con la confluenza della rete SFM rimasta, l'estensione della Rete di Stato raggiunse i 13 075 km, di cui 1 917 a doppio binario. La struttura dell'amministrazione ferroviaria statale venne definita nel luglio del 1907 per mezzo di apposita legge per l'esercizio da parte dello Stato delle ferrovie non concesse all'industria privata).

### Le Ferrovie si organizzano sotto la direzione di Riccardo Bianchi

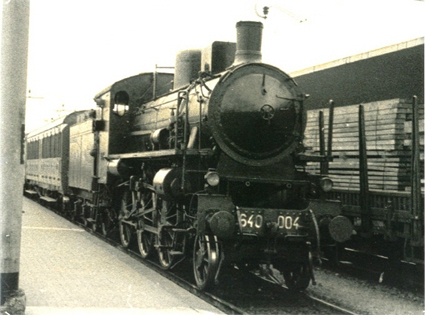
Una locomotiva a vapore del gruppo FS 640

Direttore Generale dell'Azienda F.S. venne designato l'ingegnere piemontese Riccardo Bianchi, che era stato già Direttore generale della Rete Sicula. Questi univa alle qualità di tecnico di grande valore anche grande capacità amministrativa.
Bianchi fu coadiuvato, fino al 1907, da un Comitato di amministrazione e poi da un Consiglio di amministrazione, sotto la presidenza del Ministro dei lavori pubblici.
L'organizzazione della nuova rete si presentò molto gravosa. Le condizioni degli impianti fissi e del materiale rotabile ereditati dalle cessate società erano pessime; si rendeva necessario coordinare i regolamenti di esercizio ed unificarli, elaborare il nuovo inquadramento funzionale e disciplinare per il personale che proveniva da Società differenti e con differenti regolamenti.
Fu creata una Direzione Generale, con 13 Servizi Centrali e 2 Ispettorati Generali, con Sede in Roma; alla periferia vennero istituite 8 Direzioni Compartimentali.
Il problema più urgente era quello del materiale di trazione e rimorchiato. All'atto della creazione delle F.S., il parco locomotive a vapore era costituito di 2 664 unità, 738 delle quali con più di 30 anni di vita; le carrozze — a 2 o 3 assi — erano 6 985, anch'esse vecchie di più di 30 anni; i carri merci ammontavano a 52 778, un quinto dei quali con 40 o più anni di vita. Il primo provvedimento preso per fronteggiare la situazione fu, fra il 1905 ed il 1906, la decisione di costruire 567 locomotive,  1 244 carrozze e 20 623 carri. Per tamponare l'emergenza vennero acquisite 50 locomotive a vapore inglesi usate di concezione antiquata ma robuste ed affidabili che costituirono poi il gruppo 380 FS.
Nel 1906 veniva aperto al traffico il tunnel del Sempione (e con esso l'importantissima direttrice di traffico verso la Svizzera e il centro Europa) che si avvaleva, per l'esercizio nella lunghissima galleria, dei risultati più che soddisfacenti della trazione trifase sulle linee Valtellinesi i quali diedero inoltre luogo a tutta una serie di progetti di locomotive a corrente alternata trifase e alla progressiva elettrificazione di buona parte delle linee del Piemonte e della Liguria e di alcune importanti direttrici come la Porrettana e la linea del Brennero.
Sotto la guida dell'ing. Bianchi le F.S. si misero rapidamente in grado di rispondere alle maggiori esigenze pubbliche.
Fra le altre iniziative prese, l'attivazione sulle principali linee del segnalamento semaforico (e graduale soppressione dei « dischi girevoli »), l'impianto delle prime cabine di apparati centrali idrodinamici di manovra degli scambi e dei segnali (in sostituzione dei più antichi apparati centrali Saxby), dovuti all'ingegnere Bianchi, la creazione o l'ammodernamento di grandi stazioni per viaggiatori e per merci, costruzione di nuovo e più moderno materiale rotabile (fra cui le prime carrozze a carrelli).
La direzione Bianchi durò 10 anni, ma poco dopo la sostituzione con l'ing. De Cornè, le F.S. furono coinvolte nella prima guerra mondiale (24 maggio 1915 - 4 novembre 1918) che richiese un gravoso impegno organizzativo e successivamente di ricostruzione delle infrastrutture danneggiate dalle azioni belliche; le Ferrovie dovettero riorganizzarsi per far fronte ai nuovi compiti, aumentati nelle dimensioni tecniche e commerciali, anche per effetto dell'acquisizione di nuove linee (ex-austriache), diversamente attrezzate, e di personale con differenti regolamentazioni.
L'avvento del fascismo produsse importanti cambiamenti.

### Le Ferrovie dello Stato nelperiodo fascista

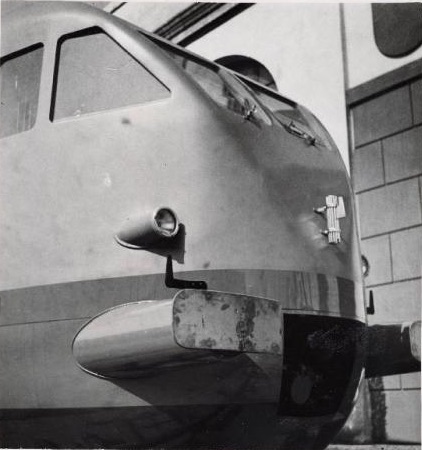
Il muso dell'ETR 200, uno dei treni più innovativi introdotti durante il Ventennio Fascista, con infisso il Fascio Littorio. In questo periodo una buona parte delle locomotive e automotrici (materiale legato al traino dei treni viaggiatori), sia delle FS che delle ferrovie concesse, possedevano il simbolo del Partito fissato frontalmente.

Nel 1922 venne sciolto il Consiglio di Amministrazione e imposto un Commissario Governativo; nel 1924 venne costituito il Ministero delle comunicazioni, il Ministro divenne il capo delle FS e il consiglio di amministrazione solo un organo consultivo. Le nuove costruzioni passarono invece al Ministero dei lavori pubblici a cui sono rimaste fino a tempi recenti.
Il periodo dal 1920 al 1939 fu uno dei più importanti e densi di grandi lavori e perfezionamenti agli impianti fissi di linee e stazioni, nuove applicazioni tecniche, di mezzi di trazione più potenti e veloci, di materiale trainato più moderno e confortevole, di nuovi sistemi di esercizio (Dirigenza Centrale e Dirigenza Unica).
Fra le maggiori realizzazioni compiute, dopo l'assetto generale della Rete (arricchita di altri 400 km di linee, col riscatto delle Ferrovie Reali Sarde) conseguito ai primi anni del dopoguerra, vi fu l'attivazione delle importanti direttissime Roma-Napoli via Formia e Firenze-Bologna. La prima, che dalla capitale conduceva verso il Meridione, ridusse di un'ora e mezzo i tempi di percorrenza sul vecchio tratto via Cassino. Ma in particolar modo la seconda costituì un motivo di vanto per il "fascismo costruttore"; la difficile linea, fra le due città dell'Italia Centrale attraversando gli Appennini con una galleria che al tempo era la seconda più lunga del mondo dopo il Traforo del Sempione, testimoniava l'impegno del regime in uno sforzo straordinario nel campo delle opere pubbliche.
Venne inoltre dato l'avvio all'elettrificazione a corrente continua a 3000 V, destinata a soppiantare il sistema a corrente trifase, adottato specialmente sulle linee liguri-piemontesi, all'estensione del blocco elettrico manuale e alle prime applicazioni di quello automatico, all'introduzione dei segnali luminosi e dei primi apparati centrali elettrici a leve singole, alla nuova costruzione o all'ammodernamento di numerose stazioni (Milano Centrale, Milano Smistamento, Roma Ostiense, Napoli Mergellina, Roma Termini ecc.).
Progressi venivano fatti sia nel settore delle locomotive a vapore, gradualmente destinato a cedere il posto alla trazione elettrica, sia nel materiale rimorchiato; rilevante, poi, la comparsa dei mezzi leggeri — automotrici termiche ed elettriche (1933) che dava un nuovo apporto all'ammodernamento dei mezzi di trazione, e quello del materiale viaggiatori, con l'adozione delle carrozze a cassa metallica e l'estensione dei carrelli.
Sotto la guida tecnica dell'ingegner Giuseppe Bianchi e la direzione gestionale del Commissario Straordinario Edoardo Torre, nominato nel 1923 per l'esercizio provvisorio, dopo lo scioglimento del Consiglio di Amministrazione alla fine del 1922, venne sviluppata la prima generazione di locomotive elettriche, subito seguita dalle prime automotrici termiche e dalle elettromotrici rapide che ebbero grande successo e contribuirono a posizionare lo Stato fascista tra le potenze economiche ed industriali dell'epoca.

Il parco dei carri merci subiva importanti trasformazioni, con lo sviluppo di traffici interni ed internazionali, e l'impiego di materiale refrigerante per l'esportazione dei prodotti ortofrutticoli.

## Il periodo d'oro delle Ferrovie

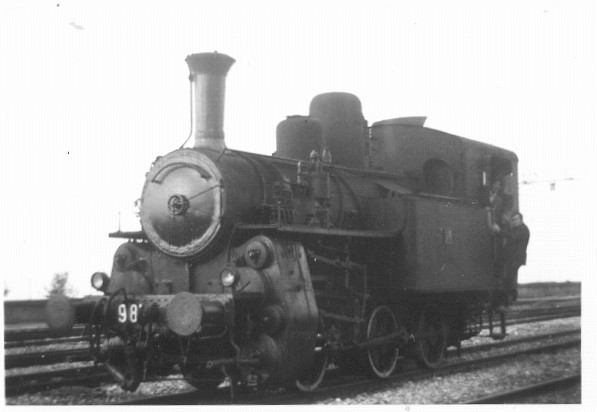
Una locomotiva gruppo 981, del 1922, per ferrovie a cremagliera

Le velocità assolute e quelle commerciali dei treni venivano sensibilmente aumentate, con lo sviluppo del materiale leggero (gli elettrotreni tra Roma e Milano impiegavano 5 ore e 38' a coprire i 629 km del percorso), gli orari si perfezionavano con l'introduzione dei primi treni colleganti, senza trasbordo, importanti centri del Nord con altri del Sud d'Italia (nel 1928 vennero istituite le prime comunicazioni dirette tra Napoli-Roma-Torino e Milano e viceversa). Il 6 dicembre 1937 un elettrotreno ETR 200 (con a bordo dei tecnici francesi invitati), viaggiò sulla Roma-Napoli alla velocità di 201 km/h nel tratto fra Campoleone e Cisterna (leggenda vuole che alla guida vi fosse Benito Mussolini, ma è, per l'appunto, una leggenda: il treno era condotto dal macchinista Cervellati).
Il 20 luglio 1939, sul percorso Firenze-Milano, nel tratto fra Pontenure e Piacenza l'ETR 212, condotto dal macchinista Cervellati toccò i 203 km/h, stabilendo il primato mondiale per la categoria e dando inizio vero e proprio e con trent'anni di anticipo all'alta velocità ferroviaria.
Il decennio a cavallo degli anni venti e trenta vide in opera un grande impegno del regime fascista nello sviluppo dei trasporti ferroviari ma riportò indietro le condizioni di lavoro del personale aumentando le ore di lavoro e diminuendo i salari. Una quasi maniacale ricerca della puntualità fece nascere il detto che durante il fascismo i treni arrivavano in orario. Tuttavia l'organizzazione del lavoro dei ferrovieri aveva subito una forte involuzione con licenziamenti di massa e condizioni di lavoro appesantite, con orari prolungati per i macchinisti e multe e sanzioni in caso di ritardi dei treni. Nel 1923 fu istituita per legge la Milizia Ferroviaria, un corpo militarizzato di circa 30.000 elementi per il controllo politico sul personale e sull'amministrazione delle FS. Nel settore organizzativo venivano introdotte variazioni e modifiche: l'Azienda ferroviaria passava dalla giurisdizione del Ministero dei lavori pubblici (al quale rimase una Direzione Generale delle Nuove costruzioni ferroviarie) a quella del nuovo Ministero dei trasporti marittimi e ferroviari.
Nel 1938 la Direzione Generale risultava articolata su 7 Servizi Centrali (6 con sede a Roma, e quello del Materiale e Trazione, con sede a Firenze) e vari Uffici centrali, il Controllo viaggiatori e bagagli, a Firenze, ed il Controllo merci a Torino); alla periferia 14 tra Compartimenti e Delegazioni.
I direttori generali che seguirono all'ingegner De Cornè dal febbraio 1920 al 1939-1940 furono gli ingegneri Crova, Alzona (per poco più di un anno), Oddone e Velani.
L'entrata in guerra dell'Italia costituì il periodo più triste per le Ferrovie Italiane, e per tutto il Paese, col suo orrore e le sue devastazioni.

## Dal secondo dopoguerra agli anni settanta

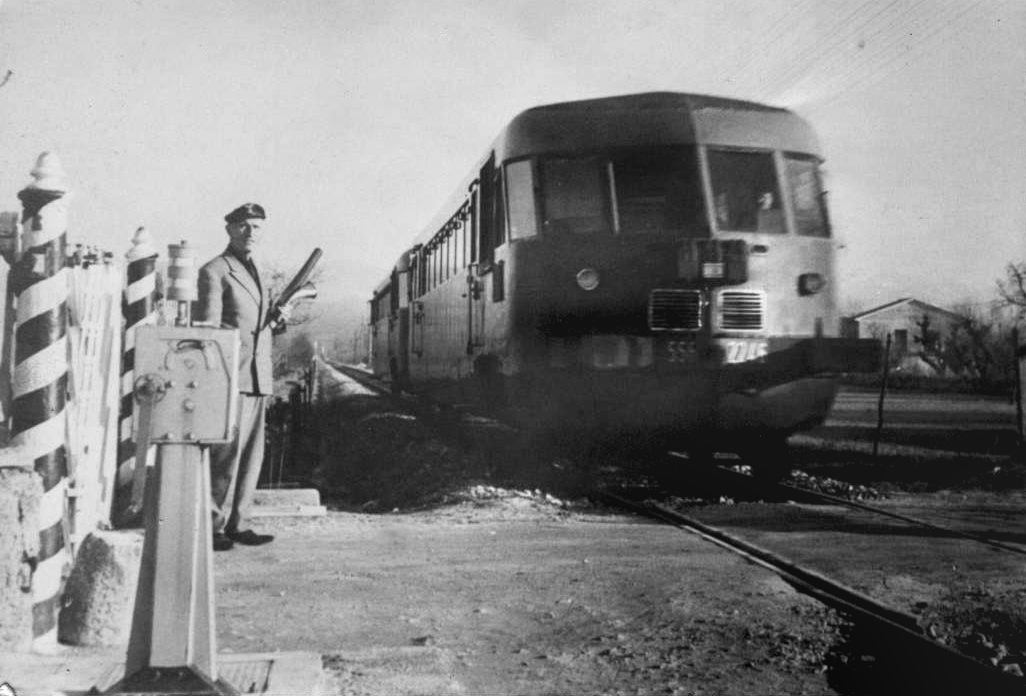
Automotrice Breda ALn 556 in servizio presso L'Aquila

L'immediato dopoguerra trovava la Rete distrutta al 60% dagli eventi bellici e intere linee risultavano inagibili; il parco rotabili sconvolto e distrutto per oltre il 70%. Molte delle nuove locomotive elettriche erano state danneggiate e andavano sostituite o riparate in maniera radicale. Grazie anche all'aiuto del Piano Marshall si riuscì, con pochi mezzi finanziari (e scarsa fiducia di governi e di opinione) a superare lentamente la situazione.
Ricostruita gran parte della Rete, sia pure imperfettamente, giorno per giorno ripresero a circolarvi i treni carichi di uomini, animali e/o merci. La scarsa attenzione al problema della ricostruzione e la miopia dei politici non permisero tuttavia, ora che si sarebbe potuto, di rimediare alle incongruenze della conformazione della rete che erano retaggio del passato, correggendo tracciati non più funzionali, costruendone di interamente nuovi: si preferì far presto e riattivare tutto il possibile.

### La ricostruzione
Rappresentante delle Ferrovie dello Stato (che avevano intanto assunto la denominazione di azienda autonoma delle Ferrovie dello Stato) in questa fase della ricostruzione fu il Direttore Generale ingegnere Giovanni Di Raimondo. Dall'esercizio 1957-58 in poi la dirigenza dell'amministrazione fu tenuta dai Direttori Generali Rissone, Renzetti e Fienga. Cominciava intanto un nuovo ciclo di intensa attività ferroviaria, con lo scopo di liberare la rete dalle ultime conseguenze della guerra e avviarla a rapida rinascita. Nella struttura organizzativa vennero creati due nuovi Servizi (Sanitario e Affari Generali), e nel 1963 la giurisdizione del ministero dei trasporti venne estesa all'Aviazione Civile.
Nel campo tecnico le F.S., proseguivano nelle opere di ripristino, e alla costruzione di nuovi impianti nelle linee, raddoppio della fondamentale Battipaglia-Reggio Calabria, quadruplicamenti, infrastrutture, stazioni e depositi, rafforzamento dell'armamento, estensione del segnalamento luminoso e del blocco, introduzione degli apparati centrali a itinerari, ampliamento dell'elettrificazione delle linee a corrente continua a 3000 V e inizio della trasformazione di quelle a corrente trifase.
Ammodernamenti e nuove costruzioni vennero realizzati anche nel campo dei mezzi di trazione: si assistette a una progressiva diminuzione delle locomotive a vapore e alla crescita del numero di quelle elettriche e Diesel, alla costruzione di carrozze, materiale automotore e dei carri.
Negli anni cinquanta ebbe inizio la costruzione di carrozze unificate europee e nacquero i primi esperimenti di interoperabilità tra le diverse linee ferroviarie nazionali, che culminarono nella creazione dei cosiddetti treni TEE (Trans Europ Express).

Una locomotiva circola su un percorso di attraversamento stradale urbano nei primi anni '60

Si crearono più moderne navi traghetto per l'attraversamento dello Stretto di Messina e, nel 1961, iniziava analogo servizio tra il continente e la Sardegna, aggiungendo ai traffici tradizionali di viaggiatori e di merci quello delle automobili a seguito del viaggiatore. Il trasporto merci tramite cabotaggio (trascurando il trasporto fluviale, in quanto poco rilevante), misurato sulla base di una percorrenza media stimata di 500 km, supera i trasporti su ferrovia.
In tale periodo, tuttavia, la rete ferroviaria cominciò una progressiva diminuzione della sua estensione complessiva (a differenza di quanto avvenne con la rete stradale). Osserva infatti il professor Vincenzo Leuzzi, direttore dell'Istituto dei trasporti della Sapienza di Roma:
(Vincenzo Leuzzi, Italy. Parlamento. Camera dei deputati. Segretariato generale, ed. Ambiente e informatica: problemi nuovi della società contemporanea. Vol. 16. Servizio studi, legislazione e inchieste parlamentari, 1974.)
Un primo piano quinquennale, studiato ed attuato dall'Azienda tra il 1957 ed il 1962, pianificava i pochi mezzi finanziari erogati. Nel 1961, con la programmazione del Piano decennale di riclassamento, adeguamento e potenziamento della Rete F.S. veniva decisamente affrontata sotto tutti i suoi aspetti l'ulteriore sistemazione della rete; poté essere finanziato per 1500 miliardi di Lire e realizzato tra il 1962 ed il 1972; nel periodo iniziava la costruzione della nuova linea Direttissima Firenze-Roma, con ulteriore finanziamento di 220 miliardi di lire.

### I compartimenti ferroviari
La rete ferroviaria era suddivisa in quindici compartimenti, che corrispondono grossomodo alle attuali Direzioni Operative Infrastrutture Territoriali della Rete Ferroviaria Italiana. Si elencano i compartimenti con la sede e l'area grossomodo controllata.
- Italia settentrionale
  - Torino (Piemonte e Valle d'Aosta)
  - Milano (Lombardia)
  - Genova (Liguria)
  - Verona (Veneto occidentale e Trentino-Alto Adige)
  - Venezia (Veneto orientale)
  - Trieste (Friuli-Venezia Giulia)
  - Bologna (Emilia-Romagna)
- Italia centrale
  - Firenze (Toscana)
  - Ancona (Marche, Umbria, Abruzzo)
  - Roma (Lazio)
- Italia meridionale e isole
  - Napoli (Campania, Molise, Basilicata occidentale)
  - Bari (Puglia, Basilicata settentrionale)
  - Reggio Calabria (Calabria, Basilicata meridionale)
  - Palermo (Sicilia)
  - Sardegna (Sardegna)

### Il fervore del rammodernamento, progetti di alta velocità

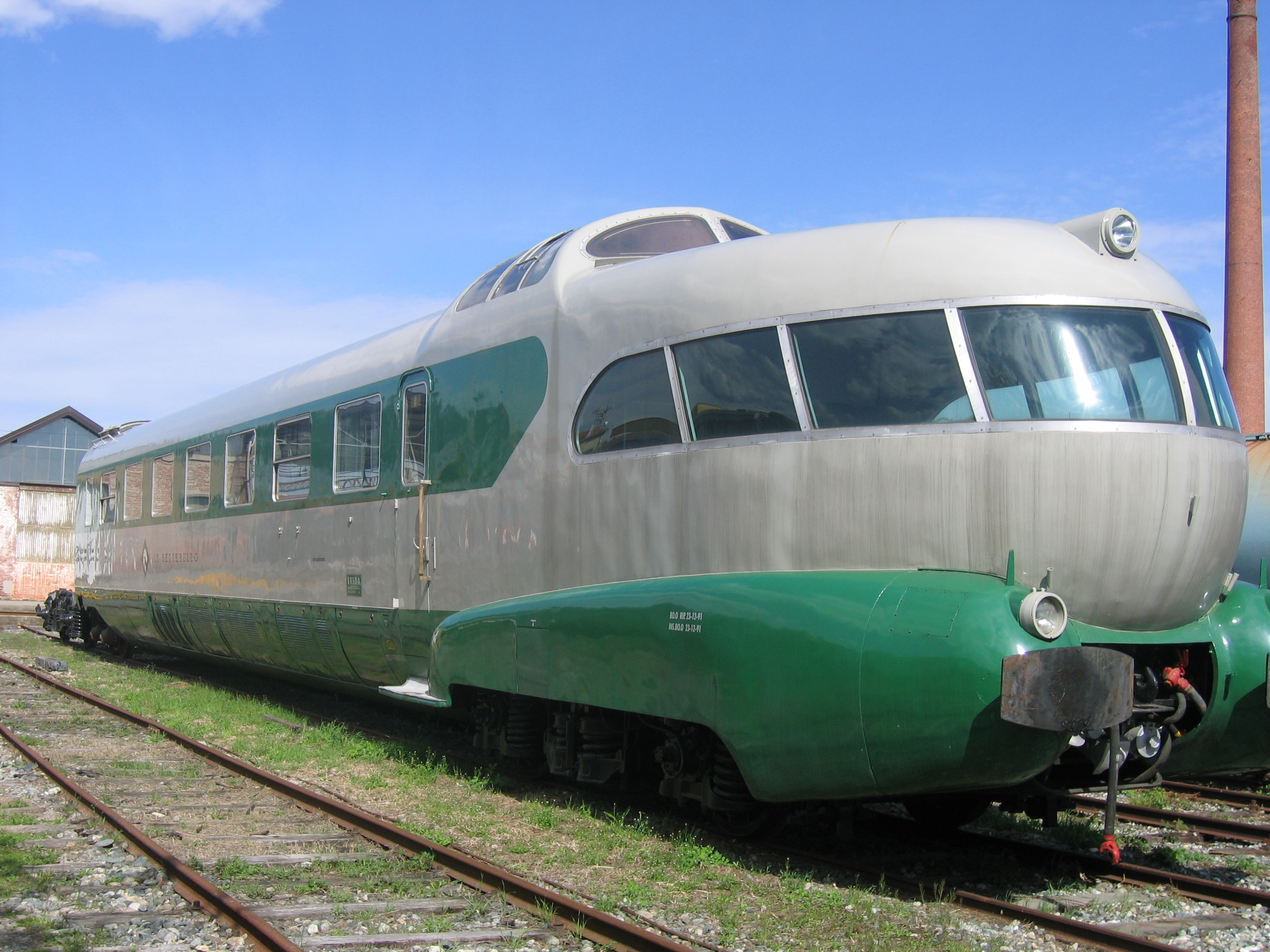
Unità di estremità ETR 252 Arlecchino a Santhià.

A quel tempo con i mezzi di trazione e il materiale rimorchiato disponibile le velocità massime dei treni in circolazione sulle linee principali non superavano i 160 km/h, (sia per l'inadeguatezza dell'armamento che per i mezzi frenanti esistenti).
Le Ferrovie dello Stato elaborarono un programma che prevedeva la costruzione di materiale ad alta velocità: vennero costruite 4 locomotive E.444 prototipo con velocità massima di 180 km/h; una di queste in una corsa a scopo sperimentale lungo la Roma-Napoli, con 6 veicoli rimorchiati, l'8 novembre 1967 raggiunse i 207 km/h. Intanto un treno di elettromotrici ALe 601 in un esperimento dell'ottobre 1968 raggiunse presso Campoleone sulla linea DD Roma-Formia-Napoli i 240 km/h ed i 278 km/h il 28 dicembre 1985 in corsa prova sulla linea DD Roma-Firenze. Alla stessa epoca venne potenziato il parco dei mezzi leggeri esistenti, 6 elettrotreni ETR 220, 4 ETR 250 Arlecchino, 3 ETR 300 Settebello vennero trasformati e messi in grado di viaggiare a 200 km/h, mentre 39 elettromotrici Ale 601, con rimorchi, vennero autorizzate a velocità massima di 180 km/h e 26 potenziate e trasformate per i 200 km/h.
Alla fine del 1970, le FS prevedevano di disporre di un parco di 53 locomotive E.444 "Tartaruga" atte alla velocità massima di 200 km/h per poter effettuare treni di carrozze su linee con blocco automatico a correnti codificate, impostati in orario a 160 km/h e con velocità massima di 200 km/h.
Per garantire l'arresto dei convogli nello spazio di frenatura previsto di 2.700 m venne incrementato l'uso della frenatura elettrica reostatica del mezzo di trazione al di sopra dei 160 km/h, mantenendo la frenatura meccanica, sussidiata da quella elettrica, dai 160 km/h all'arresto.
Oltre a ciò, vennero condotti perfezionamenti al freno convenzionale esistente e al sistema di freno a dischi per il materiale rimorchiato.
Il Servizio Trazione delle FS mise allo studio nuovi tipi di locomotive, elettromotrici e materiale rimorchiato, destinati a consentire l'effettuazione di convogli velocissimi. Si mise in cantiere il progetto di una locomotiva E.666 (primo esempio di locomotore con rodiggio Co-Co e 6000 kW) per trainare, a 200 km/h, convogli di elevata composizione e con frenatura elettrica reostatica da 200 a 30 km/h.
Intanto, avvenivano importanti progressi, nella sistemazione delle linee, come l'installazione di dispositivi per la ripetizione in macchina dei segnali, l'adozione di nuove tecniche di esercizio e nello studio di moderni treni con gli esperimenti di rotabili a pendolamento attivo il cui prologo fu, nel 1967, una relazione dell'ingegner Camposano, vicedirettore del Servizio Materiale e Trazione delle Ferrovie dello Stato, presentata a Genova a un convegno internazionale di tecnici dei trasporti, in cui proponeva la realizzazione di un treno ad assetto variabile. A seguito di vari contatti con il professor Franco Di Majo della FIAT Divisione Materiale Ferroviario, alla fine dello stesso anno era pronto un progetto di massima.
Nel maggio del 1970 le FS stanziarono i fondi per lo sviluppo e la costruzione dell'ETR.401 "Pendolino", un prototipo che sarebbe dovuto diventare il capostipite di un nuovo gruppo di elettrotreni ad assetto variabile ma la crisi economica dei primi anni settanta e le incertezze politiche portarono al ridimensionamento del programma. L'ETR.401, primo treno rapido al mondo a pendolamento attivo ad entrare in servizio commerciale nel 1976, rimase un esemplare unico; già all'inizio del 1976, si erano diffuse voci di un ridimensionamento del progetto a non più di due o tre elettrotreni.
Le Ferrovie dello Stato rinunciarono agli ordinativi per la costruzione di ulteriori unità in seguito al mutato orientamento della politica dei trasporti in Italia che, contraria a progetti per l'alta velocità, preferì destinare gli investimenti occorrenti ad altri settori. Non venne intravista la grande potenzialità di sviluppo offerta dal convoglio, nato non tanto per essere veloce quanto come rotabile capace di innalzare la velocità media su linee tortuose ma commercialmente interessanti per ammodernare le quali, altrimenti, sarebbero stati necessari onerosi investimenti per rettifiche ed aggiornamenti tecnologici. Rimasto esemplare unico venne sottoutilizzato e fatto circolare su linee secondarie.
Il 25 giugno 1970, intanto, si apriva la storia della Direttissima Firenze-Roma, la prima vera linea ad alta velocità della rete italiana e la prima del genere in Europa. Si dava il via ai lavori della nuova linea partendo dall'opera di maggiore spicco: il viadotto sul Paglia, di 5 375 metri di lunghezza, il più lungo viadotto ferroviario d'Europa. Il 24 febbraio 1977 fu una data storica: venne inaugurato ufficialmente il primo tratto di 138 km da Roma Termini a Città della Pieve. Era una tappa fondamentale della storia delle Ferrovie italiane, prime in Europa ad avere una linea ad alta velocità, ma sarebbe stato presto dimenticata a causa dei successivi rallentamenti dei lavori imposti da mille ostacoli soprattutto di natura politica e la linea completa verrà attivata solo nel 1992. L'ammodernamento delle linee esistenti negli anni settanta non aveva però la sola velocità come priorità, ma anche l'esigenza di una maggiore capacità, dal momento che le linee attuali erano giunte a saturazione (ad esempio, nel caso della Roma-Cassino-Caserta).

### La "pendolarizzazione" delle ferrovie

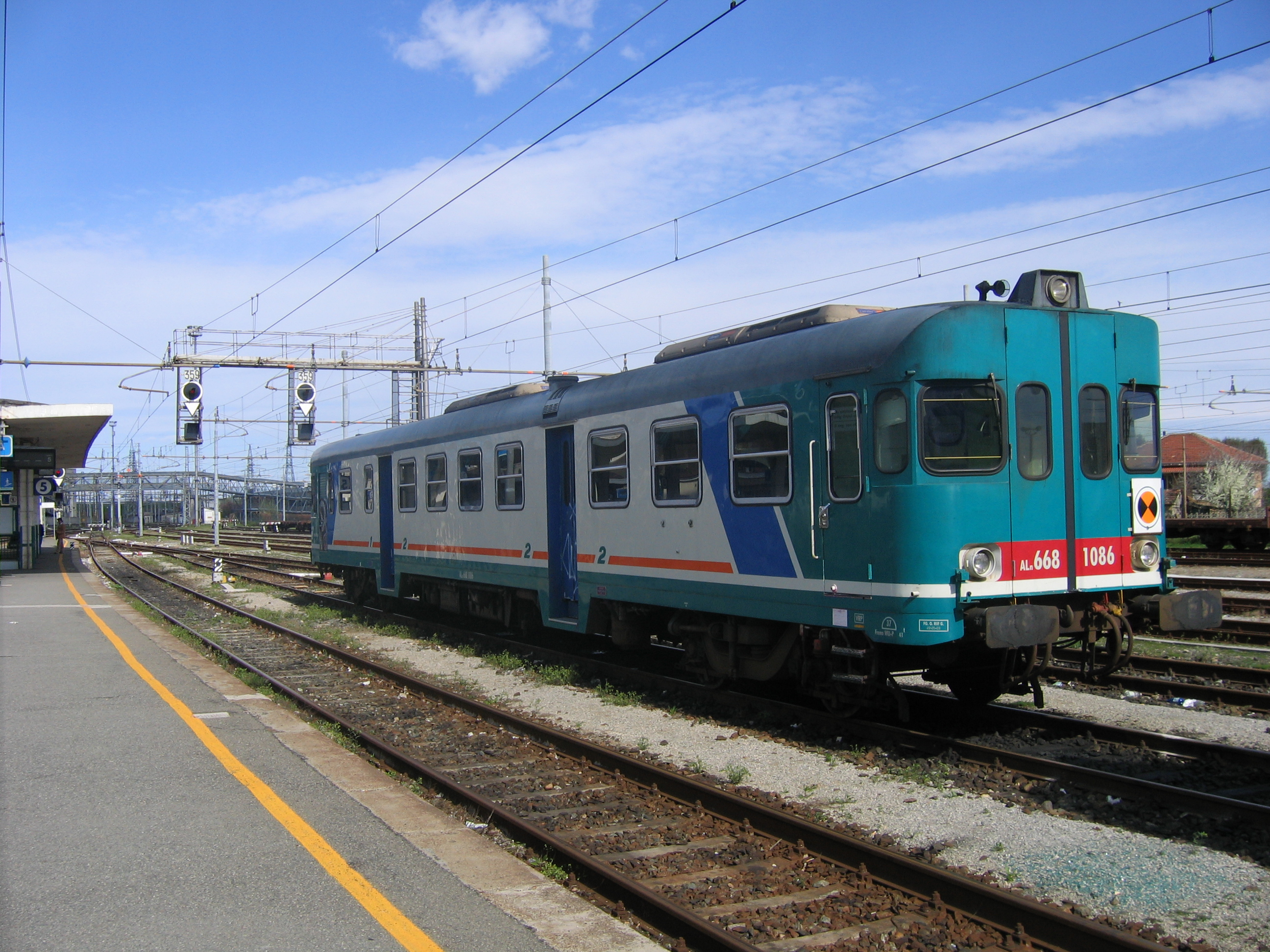
Una ALn 668 serie 1000 a Santhià

Uno dei problemi più urgenti era rappresentato dall'obsolescenza generale del materiale rotabile ormai inadeguato allo standard qualitativo richiesto.
Il Piano interventi straordinari del 1975 lo affrontò mediante un massiccio ordinativo all'industria ferroviaria. Tuttavia, i mutati orientamenti politici e di pianificazione dei governi di allora, dirottarono gli interventi verso il settore del trasporto pendolare, costringendo al rallentamento i programmi di velocizzazione della rete; così al posto di mezzi di trazione e di materiale rimorchiato veloci, vennero ordinate ulteriori 160 locomotive del tipo E.656 "Caimano", 80 complessi di elettromotrici dei tipi Ale 801 e Ale 940, 120 Automotrici del gruppo 668-1000, 35 locomotive diesel del gruppo D.345 e 215 da manovra dei gruppi 214, 225 e 245.
Per quanto riguarda il materiale per viaggiatori vennero commissionate 530 carrozze del tipo X e 100 del tipo Z, oltre a 300 unità del tipo a piano ribassato e pilota nBz e npBDz e 100 tra bagagliai (Dz) e postali (UMIz). Completava il piano l'ordinazione di 7000 carri merce dei vari tipi.
Erano anche questi interventi utili ma si esagerò con il materiale per pendolari producendone un inutile esubero.

## Gli anni della trasformazione

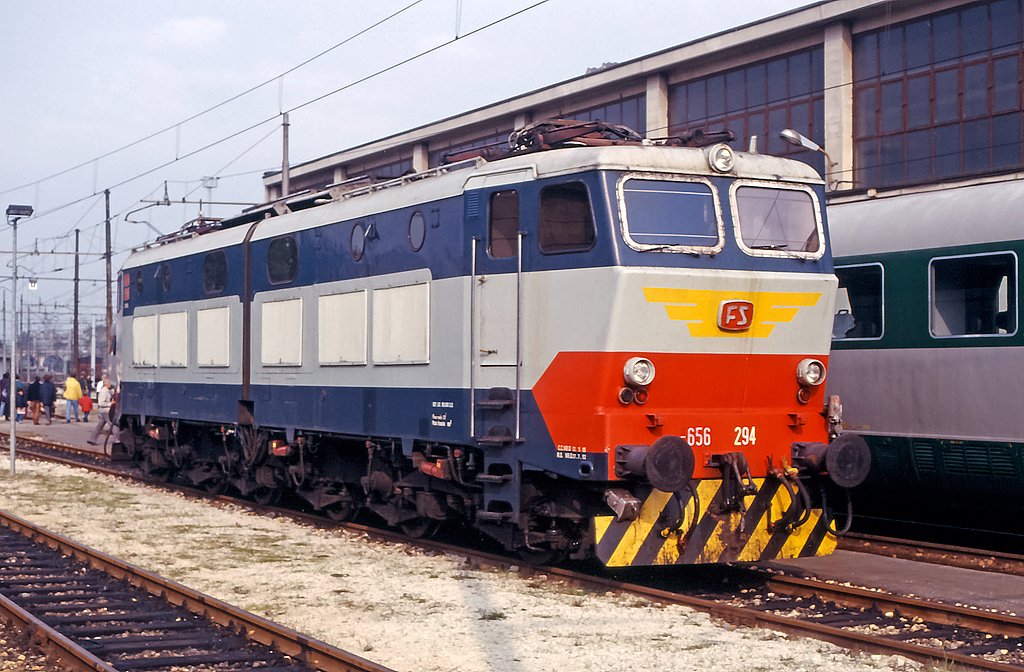
Locomotiva FS E.656

Il periodo a cavallo tra anni settanta e ottanta fu per le ferrovie uno dei più controversi e difficili.
Nonostante fossero stati fatti degli investimenti notevoli questi vennero dispersi a pioggia in una miriade di lavori interminabili e spesso inutili (un esempio eclatante fu il lunghissimo viadotto di Castagnole delle Lanze per rettificare il tracciato di una linea a scarso traffico che di lì a qualche tempo sarà inclusa tra i rami secchi). E non solo. Tale indirizzo, di natura essenzialmente politica ma senza un'ottica di programmazione razionale, finì col mortificare soprattutto i principali programmi di sviluppo e ammodernamento della rete fondamentale. Anche l'avvio del sistema di "Controllo Centralizzato Rotabili" -C.C.R.- si inserisce in questa mancanza di razionalità nella programmazione. Nel giugno 1973 venne fondata la Società "Interporto Merci di Padova S.p.A." (Cfr. Archivio CCIAA di Padova). Era nato l'interporto che costituì una svolta nell'organizzazione dei trasporti ferroviari merci verso un'innovazione nella logistica.
A partire dal 1965, ma soprattutto con le modifiche degli anni tra il 1974 ed il 1979, le Ferrovie Italiane adottarono la numerazione duale per l'individuazione delle singole carrozze passeggeri e dei carri merci (Cfr. Bibliografia - S. Ciancio). Questa marcatura costituì il presupposto per l'utilizzo dell'elaboratore in questo settore ferroviario. La realizzazione pratica iniziale riguardò solamente la ricerca dei carri e non anche la fornitura degli stessi alla clientela oppure il loro inoltro in modo trasparente potendone verificare le varie fasi del viaggio (Cfr. Bibliografia - P. Ridolfi). Eppure questo nuovo servizio rappresentava una delle nuove e più invocate richieste della clientela. Le aziende commerciali e produttive avevano la necessità di gestire la logistica; auspicavano rapidità e sicurezza dei tempi di riconsegna; desideravano contare sui prodotti con la pratica del just in time. Queste necessità erano imprescindibili nell'offerta dei servizi di trasporto merci e furono immediatamente rilevate dai Consulenti della Clientela per il Traffico Merci delle Ferrovie dello Stato a partire dal 1970 (Cfr.: Azienda Autonoma delle Ferrovie dello Stato - Tecnica dei Rapporti con la Clientela - Roma 1970).
Vennero "congelati" anche i programmi di costruzione delle linee nuove, che se fatte allora, avrebbero alleggerito proprio quelle tradizionali favorendo automaticamente la circolazione dei treni pendolari e locali nel resto della rete. Un esempio la linea a monte del Vesuvio che, progettata all'inizio degli anni ottanta con lo scopo di alleggerire il traffico nel nodo di Napoli ha visto la luce solo nel giugno 2008.
Si teorizzava che le ferrovie dovessero essere, fondamentalmente, dei mezzi di trasporto di massa a carattere pendolare e suburbano ma la dispersività degli interventi e l'irrazionale programma di costruzione di nuovi rotabili portò a fenomeni di esubero in certi settori e di carenza in altri facendo perdere l'occasione propizia alle industrie italiane di punta del settore, dato che il loro maggior committente erano proprio le F.S., preparandone la definitiva uscita di scena nei successivi anni novanta.
Le tecnologie sviluppate nei mezzi di trazione e le avveniristiche tecniche di pendolamento attivo non trovarono più spazio nelle commesse determinando presto l'uscita dal mercato di molte di esse per perdita di competitività. I preziosi brevetti dei carrelli pendolanti, sviluppati da Fiat Ferroviaria, finirono acquisiti dai francesi di Alstom, e molti storici costruttori italiani ridussero le proprie attività o scomparvero dal mercato. Ciò, in seguito, sarebbe stato pagato duramente dall'industria ferroviaria nazionale con l'unificazione dei mercati europei.
Il 1985 è l'anno in cui cessa definitivamente l'amministrazione autonoma FS che, con la legge 210 del 17 maggio viene trasformata in "Ente Ferrovie dello Stato" sotto la vigilanza del Ministero dei trasporti.
Nel 1992 l'"Ente ferrovie" viene trasformato in una Società per Azioni con unico azionista (al 100%) lo Stato, attraverso il Ministero del Tesoro, che tuttavia dovrà trasferirle, questa volta in concessione, le attività già svolte. Il periodo successivo vedrà costituirsi, sulle ceneri della vecchia Azienda autonoma delle Ferrovie dello Stato, una miriade di società con finalità ed intenti perfino estranei all'attività ferroviaria vera e propria.
La nuova fase organizzativa dovette misurarsi con la Direttiva 440/91/CEE, che stabiliva la separazione amministrativa tra il gestore della rete e il gestore del servizio. Venne scorporata quindi l'infrastruttura ferroviaria, cioè il complesso degli impianti e delle linee ferroviarie, dalla gestione dei servizi, in ossequio al principio della liberalizzazione del mercato, in analogia a quanto avviene nel trasporto su strada, nel quale l'infrastruttura viaria permette la circolazione di vettori diversi. Con un certo ritardo, rispetto alla Direttiva venne emanato, nel 1998, il DPR 277 in seguito al quale nacque la Divisione Infrastruttura e, l'anno successivo, le tre "Divisioni", Divisione Passeggeri, DTR e Cargo, trasformando nel contempo il vecchio "Servizio Materiale e Trazione" (con sede a Firenze) in Unità Tecnologie Materiale Rotabile (UTMR).
Per quanto riguarda il trasporto locale, assegnato alle regioni dalla legge n°59 del 1997, apposite società regionali, provinciali o consortili si iniziarono a costituire a macchia di leopardo, determinando in alcuni casi situazioni di rapido sviluppo e in altri situazioni di inaccettabile ritardo con conseguenze non facilmente quantificabili nel tempo.
In attuazione del processo di trasformazione il 1º giugno 2000 avvenne la nascita di Trenitalia, società a cui venne attribuita l'attività di trasporto ferroviario di persone e di merci assieme alla dotazione di rotabili e di personale di condotta e di scorta dei treni; all'interno di questa fu mantenuta la ripartizione delle "Divisioni", passeggeri, cargo e trasporto regionale. L'anno successivo, il 2001, divenne operativa RFI, la società proprietaria delle infrastrutture.
Nello stesso anno divenne operativo il "CESIFER" di RFI, un ufficio apposito per il rilascio della certificazione di sicurezza ferroviaria, indispensabile per la circolazione di rotabili e personale sulla rete ferroviaria e iniziò a concretizzarsi la possibilità di usufruire delle infrastrutture nazionali previa certificazione pagamento di un canone e assegnazione di tracce orario, da parte di soggetti diversi da quelli tradizionali.
Con il decreto legislativo n. 162 del 10 agosto 2007 (che recepiva le raccomandazioni contenute nella direttiva europea 2004/49/CE relativa alla sicurezza delle ferrovie comunitarie) il "Cesifer" è stato demandato alla nuova Agenzia Italiana per la Sicurezza delle ferrovie divenuta operativa dal 16 giugno 2008.
Dopo la quasi automatica certificazione dal 2000 di Ferrovie dello Stato S.p.A. e Trenitalia S.p.A. sono aumentate, di anno in anno, le imprese Ferroviarie autorizzate a circolare nella rete RFI (previo possesso del Certificato di Sicurezza).

## La scelta dell'alta velocità

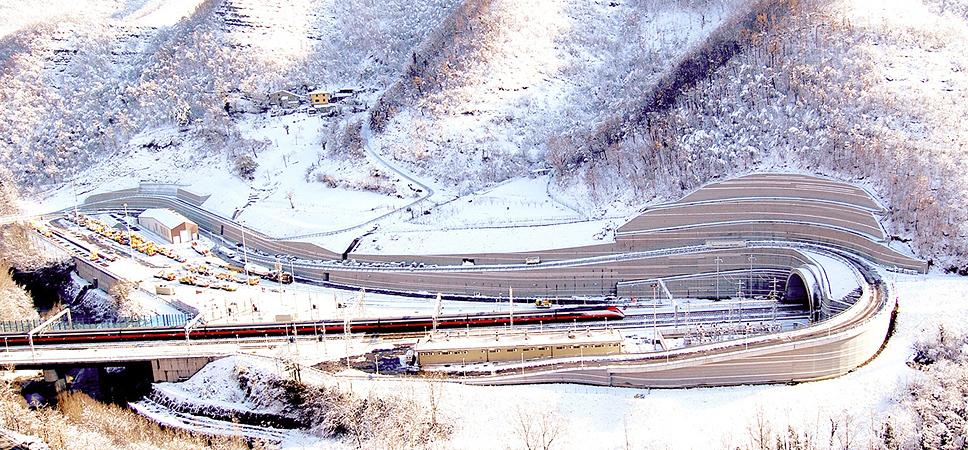
La ferrovia AV Firenze-Bologna.

L'inizio del secolo XXI è caratterizzato dalla ripresa, in Italia, del programma e dello sviluppo delle linee ad alta velocità e dei principali collegamenti internazionali. La scelta progettuale viene definita ad "alta velocità/alta capacità" e identifica linee con caratteristiche atte anche al trasporto pesante e merci speciale con interconnessioni frequenti al resto della rete ferroviaria classica. Avviene anche il passaggio definitivo dall'alimentazione elettrica a corrente continua a 3.000 volt a quella a corrente alternata monofase a 25 kV, 50 Hz. Le maggiori potenze richieste imponevano tale decisione a causa delle alte correnti conseguenti che determinavano sezioni improponibili della linea di contatto e problemi di difficile soluzione nei dispositivi di captazione.

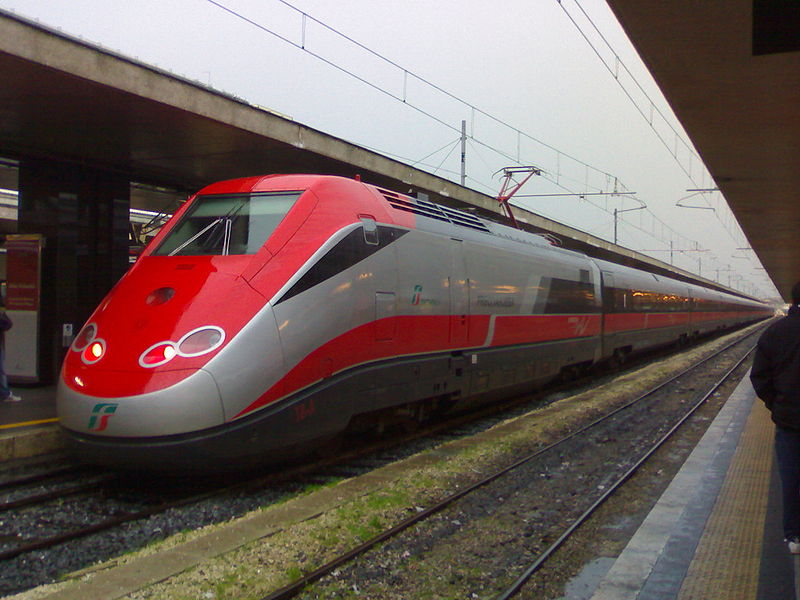
ETR 500 "Frecciarossa" delle Ferrovie italiane; il nome Frecciarossa è stato dato in occasione dell'entrata in servizio della nuova linea ad alta velocità Milano-Bologna, nel dicembre 2008

La prima linea veloce in Italia era stata la Direttissima tra Firenze e Roma (254 km), ma costruita a tratte nel lungo arco di tempo tra il 1970 e il 1992 era rimasta un caso isolato; solo all'approssimarsi del nuovo secolo si ebbe la rapida ripresa delle costruzioni di linee veloci. Il programma della RFI S.p.A. del Gruppo FS S.p.A., attuato sia direttamente che tramite la controllata TAV S.p.A., previde le linee alta velocità-alta capacità (AV-AC) lungo le direttrici Torino-Trieste e Milano-Salerno, di cui è già in funzione la maggior parte. Venne anche operata la scelta, (prima in Europa per le linee AV), dell'avanzato sistema ERTMS di 2º livello per incrementare la sicurezza e migliorare la gestione della circolazione dei treni; mentre nel resto della rete tradizionale fu estesa l'applicazione dei sistemi SCC e SCMT.
Sono in corso di finanziamento o costruzione: la Voghera/Novi Ligure-Genova e i collegamenti internazionali con Lione (Galleria di base Torino Lione), Innsbruck (Galleria di base del Brennero) e Lubiana (ferrovia AV "Trieste-Lubiana").
La linea ad alta capacità tra Salerno e Reggio Calabria (ed il suo successivo proseguimento tramite il ponte sullo Stretto di Messina in Sicilia, con la tratta "Messina-Catania-Palermo") sono ancora in fase di progettazione. Altri progetti riguardano il potenziamento dell'asse Napoli-Bari ad alta capacità
Il programma di servizio ad alta velocità di Trenitalia ha visto inizialmente un ampio uso di rotabili a cassa oscillante ("Pendolino") con il grosso del trasporto sulle nuove linee AV/AC svolto dagli ETR 500 politensione. È stata ripresa l'antica denominazione di "Freccia" per indicare i treni veloci creando le nuove categorie Frecciarossa, Frecciargento e Frecciabianca.

## Gli anni 2000 e la nascita delle private

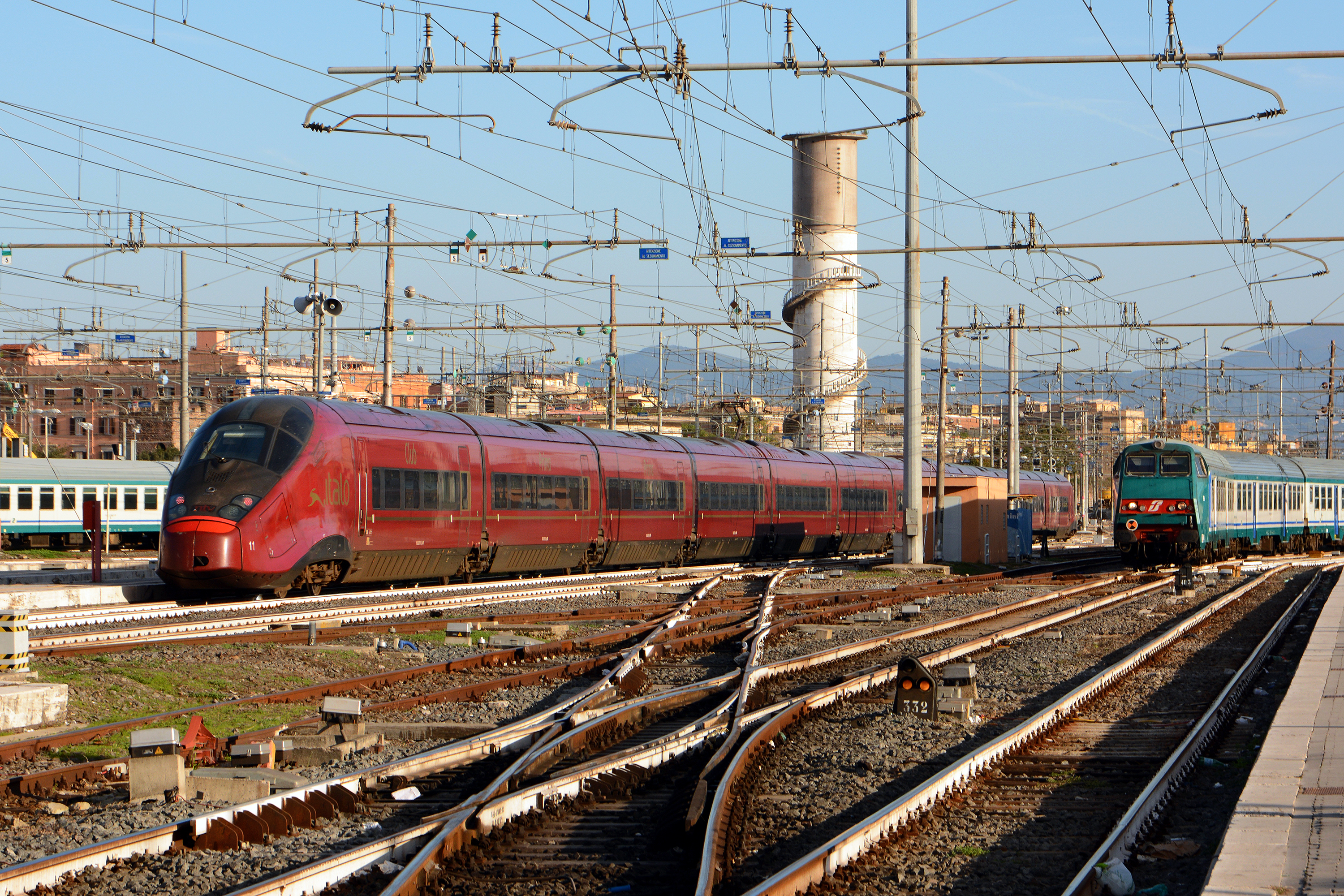
Un AGV ETR 575 di NTV presso Roma Termini

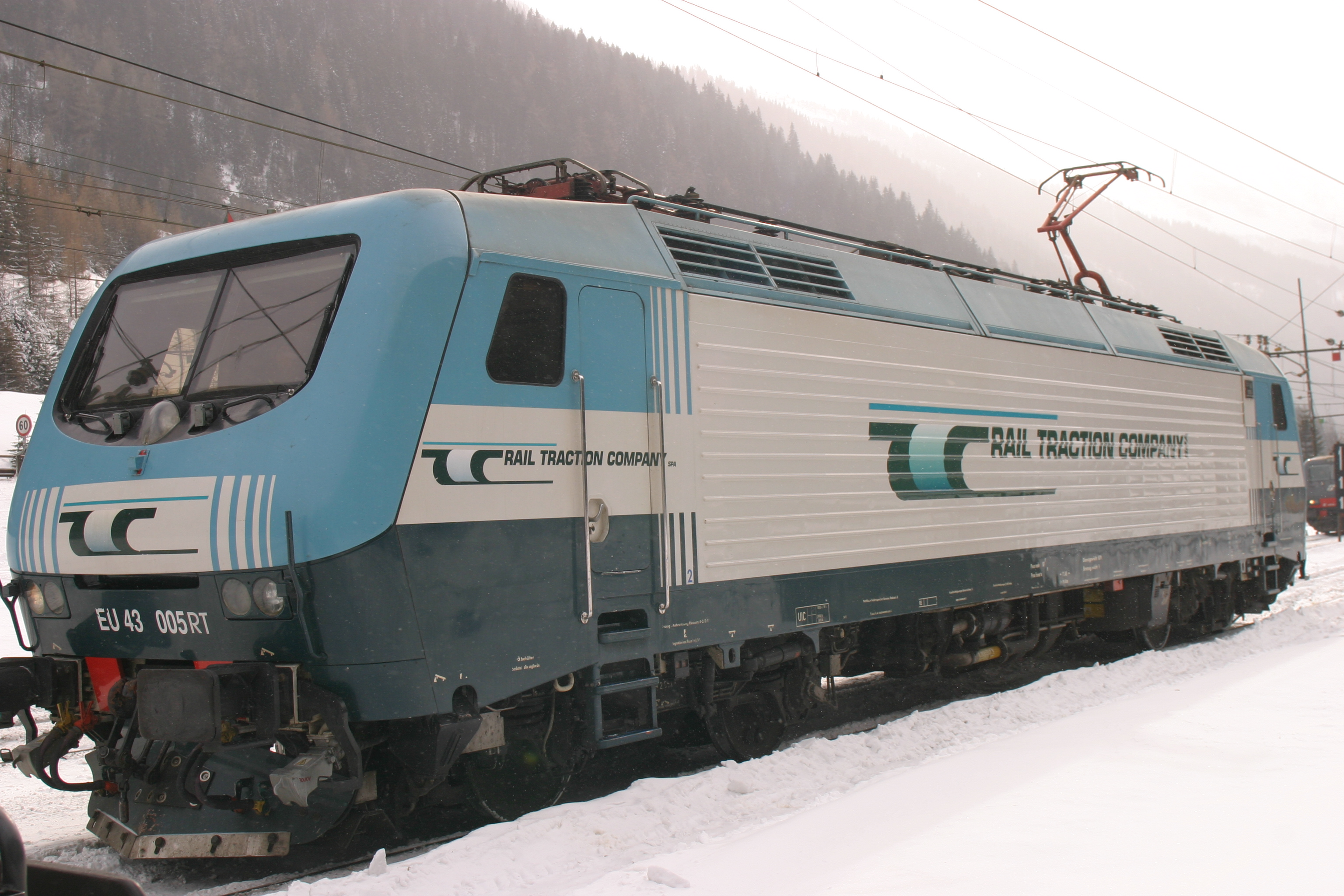
Locomotiva elettrica EU43 di Rail Traction Company

Gli inizi degli anni duemila sono stati caratterizzati dalla cosiddetta liberalizzazione, cioè dalla possibilità che più imprese ferroviarie possano effettuare servizi sulla rete. Tale liberalizzazione tuttavia riguarda i servizi ma non l'infrastruttura rimasta di proprietà e gestita da un soggetto unico, RFI, di fatto monopolista. Sull'infrastruttura, in seguito alle autorizzazioni ottenute, hanno però iniziato a transitare treni di soggetti diversi, a volte concorrenti altre volte con accordi di complementarità. Nel settore del trasporto merci, soprattutto di tipo specializzato o a treno completo si è assistito alla nascita di numerose imprese a partire dal 2001, prima in assoluto Ferrovie Nord Milano Cargo, poi Ferrovie Nord Cargo, ramo di Ferrovie Nord Milano Esercizio, che ha di fatto interrotto il monopolio delle Ferrovie Statali effettuando il primo treno merci "privato" da Melzo a Zeebrugge in Belgio il 25 settembre 2001, un treno combinato trainato dal locomotore Škoda E630-03; successivamente l'impresa a capitale privato RTC Rail Traction Company operante sull'asse del Brennero; mentre è rimasta carente la concorrenza ai servizi viaggiatori di Trenitalia da parte dei soggetti privati.
Unica eccezione è la NTV (Italotreno), ma nel settore dell'alta velocità. La società, fondata nel 2006 da Luca Cordero di Montezemolo, Diego Della Valle, Gianni Punzo e Giuseppe Sciarrone in vista della liberalizzazione del settore ferroviario, nel gennaio 2008 modificava il suo assetto societario con l'ingresso di Intesa Sanpaolo e, nell'ottobre dello stesso anno, della Société nationale des chemins de fer français (SNCF). Nel marzo 2011, NTV denunciava un tentativo di ostruzionismo da parte di Rete Ferroviaria Italiana (RFI), azienda del gruppo Ferrovie dello Stato e gestore della rete ferroviaria italiana. Ma il 19 ottobre dello stesso anno otteneva dall'Agenzia Nazionale per la Sicurezza delle Ferrovie (ANSF) il certificato di sicurezza per poter accedere alle linee ad alta velocità italiane e ad alcune ad esse afferenti. Il 28 aprile 2012 iniziava l'attività sulla relazione Milano Porta Garibaldi – Napoli Centrale.
Il tentativo di dare origine a un trasporto pendolare o a lunga distanza effettuato da Arenaways è invece andato incontro al fallimento a causa di molteplici motivazioni tra cui la difficoltà ad ottenere da RFI "tracce orario" e itinerari ritenuti convenienti.
In atto, fino al 2014, la "liberalizzazione delle ferrovie" in Italia ha prodotto, oltre all'operatore interamente privato NTV, pochi esempi di circolazione di treni viaggiatori di altri soggetti, solo apparentemente privati, ma in realtà collegati ad enti regionali o locali o da essi dipendenti, su tratte di interesse prettamente locale o pendolare.